# Altavoz

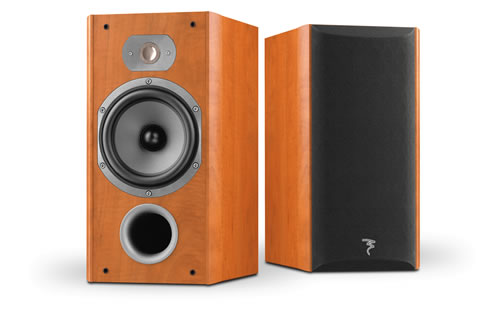
Una pareja de cajas acústicas de tipo estantería, de la marca Focal JMlab.

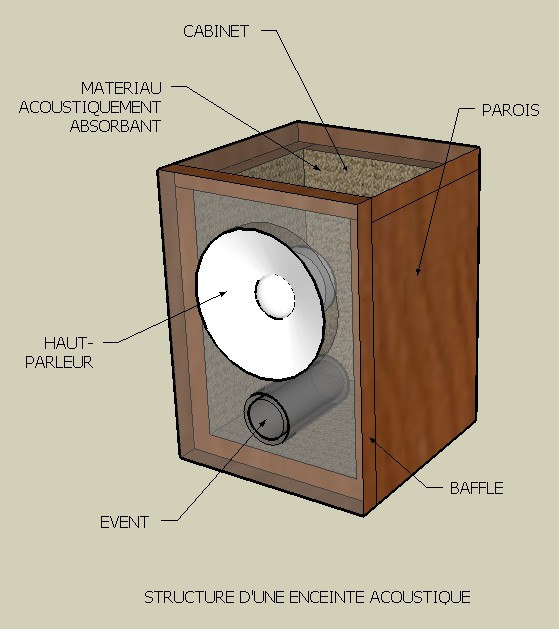
Estructura de una caja acústica básica.

Un altavoz (también conocido como parlante, altoparlante, bocina o corneta, mayormente en América del Sur) es un transductor electroacústico, esto es, un dispositivo que convierte una señal eléctrica de audio en ondas mecánicas de sonido. Un sistema de altavoz, generalmente referido simplemente como altavoz, incluye uno o más transductores, un bafle, conexiones eléctricas, y posiblemente incluya un filtro de cruce. El transductor puede verse como un motor lineal conectado a un diafragma que acopla el movimiento del motor al movimiento del aire. Una señal de audio, típicamente de un micrófono, grabación o transmisión de radio, se amplifica electrónicamente a un nivel de potencia suficiente como para mover el motor y este reproduce el sonido correspondiente a la señal eléctrica original. Realiza la función inversa que un micrófono. Se pueden encontrar pequeños altavoces en radios, televisores, reproductores de música portátiles y computadoras. Los altavoces grandes se utilizan en sistemas de sonido potentes de alta fidelidad, instrumentos musicales electrónicos, sistemas de refuerzo de sonido en cines y teatros y megafonía.

## Terminología
El término altavoz se refiere a los transductores individuales o a un sistema completo de altavoces, también referido como «caja acústica», que consiste en un bafle, uno o más transductores y un filtro de cruce.
En Costa Rica, El Salvador, Honduras, Nicaragua, Perú, Chile y Argentina al altavoz se le conoce como parlante o altoparlante, bocina en México, Panamá, Colombia y Ecuador —aunque se entiende el significado de «altavoz» y de «altoparlante»—. Por su parte, en Venezuela se le conoce como corneta.
Para poder reproducir adecuada y exactamente un amplio rango de frecuencias, la mayoría de los sistemas utilizan más de un altavoz (transductor), particularmente para un mayor nivel de presión sonora o máxima precisión. Se utilizan altavoces individuales para reproducir diferentes bandas de frecuencias; llamados: subwoofer (para muy bajas frecuencias); woofer (bajas frecuencias); altavoz-medio (frecuencias medias); tweeter (altas frecuencias); e incluso supertweeter (las frecuencias audibles más altas y más allá). Cuando se utiliza más de un altavoz en un sistema se coloca un filtro de cruce para separar la señal de entrada en sus distintas bandas de frecuencia y dirigirlas al transductor adecuado. Un altavoz con n bandas de frecuencia diferentes, se define como «altavoz de n vías». Los más usuales son el altavoz de 2 vías y el altavoz de 3 vías. En lo que se conoce como altavoz activo, el amplificador está incluido en la propia caja, estos son cada vez más comunes, especialmente como altavoces de ordenador.

## Principios básicos

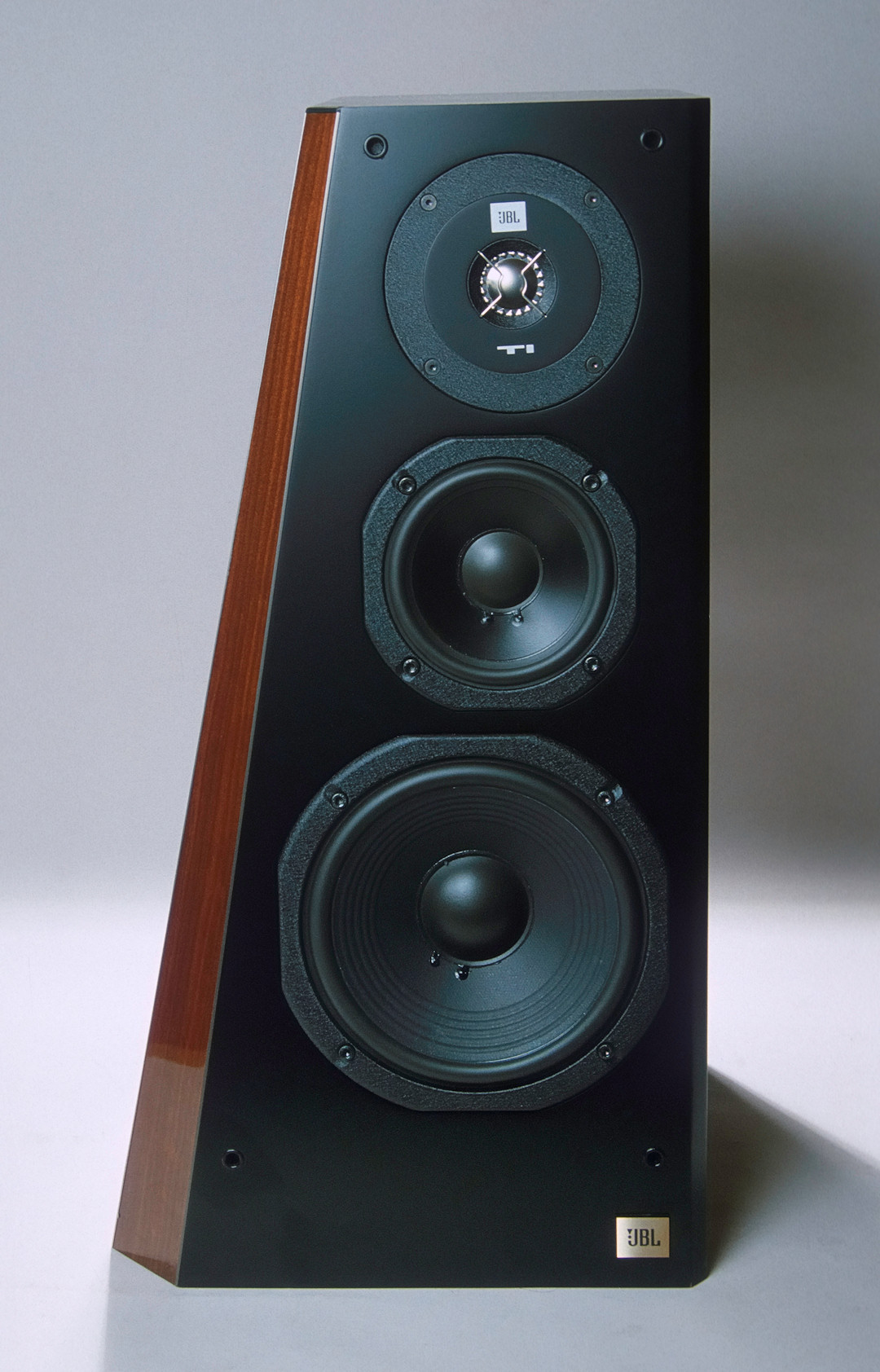
Altavoz de 3 vías marca JBL.

Cuando se pone en funcionamiento un altavoz, su membrana hace vibrar el aire por delante, pero también por detrás. En el movimiento de la vibración cuando la membrana avanza, la presión del aire aumenta por delante, pero disminuye por detrás, y viceversa cuando la membrana retrocede: Decimos que la onda trasera está desfasada 180 °. Por lo tanto, los cambios en la presión del aire (sonido) no se transmiten correctamente al aire circundante, ya que el aire tiende a circular entre la parte frontal y la parte posterior de la membrana para igualar las presiones. Este es el llamado fenómeno de cortocircuito acústico, muy significativo a bajas frecuencias. La solución es poner un bafle para suprimir (o al menos atenuar) las radiaciones traseras y que no cancelen las delanteras. En la práctica, llamamos carga acústica a la forma en que gestionaremos este problema. Los especialistas han encontrado multitud de formas, más o menos complejas, de resolverlo. El diseño del bafle influye significativamente en la calidad de sonido obtenida.
Un sistema de altavoz generalmente contiene no solo los altavoces, sino también filtros, módulos de amplificación, botones de encendido o de ajuste, rejillas protectoras o incluso puertos de ventilación en el caso de una caja acústica tipo bass-reflex. Finalmente, está equipado con conectores destinados a conectar un amplificador u otra fuente que contenga la señal sonora a emitir. Algunos altavoces llamados «inalámbricos» puede prescindir de dicha conexión, la señal que llega mediante la transmisión de radio (actualmente el sistema Bluetooth es el más habitual para productos de consumo). Dichos altavoces suelen funcionar con pilas o con baterías, lo que los convierte en dispositivos móviles.
Existen multitud de tipos de sistemas de altavoces que corresponden por un lado a una amplia variedad de usos, y por otro lado a diferentes niveles de calidad, considerándose generalmente que los altavoces son el eslabón más débil en la cadena de reproducción del sonido junto con la sala de escucha. El uso que se quiera hacer es, por tanto, fundamental: sistema de sonido, monitorización, Hi-Fi o incluso cine en casa. El género musical, contrariamente a la creencia popular, no influye en la elección de los sistemas de altavoces. Un sistema de altavoces de buena calidad debe poder reproducir correctamente cualquier tipo de sonido. Incluso forma parte de los criterios y técnicas para la selección de una caja acústica. Sin embargo, el uso final determina los criterios de selección, por lo que no utilizaremos las mismas soluciones para distribuir música en un supermercado que para proporcionar sonido para un  concierto al aire libre.

## Historia
El primer dispositivo que permitió al público en general escuchar música en casa fue el fonógrafo, patentado por Thomas Edison.19 de diciembre de 1877. Le siguió el gramófono inventado por Émile Berliner en 1888, que utilizaba soportes en forma de disco. En estos dos dispositivos, no hay «altavoz» estrictamente hablando: el sonido es emitido por una membrana unida a la aguja que está en contacto con el soporte y solo está amplificado por una bocina.

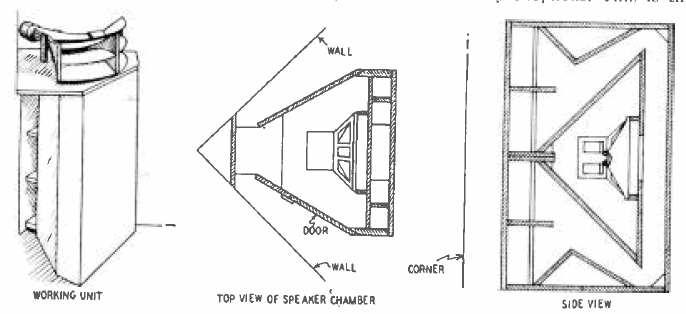
Altavoz de bocina Klipschorn fabricado por Klipsch Audio Technologies en 1948.

 El principio de la bocina acústica consiste en realizar una adaptación de impedancia entre la membrana emisora y el aire ambiente. Se obtiene así una mejora espectacular en la eficiencia de modo que las bocinas siguen siendo, al menos para las frecuencias medias y altas, utilizadas casi universalmente en el ámbito de la sonorización de potencia. Para los graves, el tamaño de la bocina a menudo se vuelve prohibitivo por lo que esta solución sigue siendo poco común, pero debemos mencionar la caja acústica Klipschorn de Klipsch, creada en la década de 1940, que utiliza una bocina para graves gracias a aprovecharse de las paredes de la sala, colocado en la esquina.
Johann Philipp Reis instaló un altavoz eléctrico en su teléfono en 1861; fue capaz de reproducir tonos claros, pero también podía reproducir el habla amortiguada después de algunas revisiones. Alexander Graham Bell patentó su primer altavoz eléctrico (capaz de reproducir el habla inteligible) como parte de su teléfono en 1876, que fue seguido en 1877 por una versión mejorada de Werner von Siemens. Durante este tiempo, Thomas Edison recibió una patente británica para un sistema que usaba aire comprimido como mecanismo de amplificación para sus primeros fonógrafos de cilindro, pero finalmente se decidió por el familiar cuerno de metal impulsado por una membrana unida a la aguja. En 1898, Horace Short patentó un diseño para un altavoz accionado por aire comprimido; luego vendió los derechos a Charles Parsons, al que se le otorgaron varias patentes británicas adicionales antes de 1910. Unas pocas compañías, entre ellas la Victor Talking Machine Company y Pathé, produjeron reproductores de discos utilizando altavoces de aire comprimido. Sin embargo, estos diseños estaban significativamente limitados por su mala calidad de sonido y su incapacidad para reproducir el sonido a bajo volumen. Se utilizaron variantes del sistema para aplicaciones de publicidad y, más recientemente, se han utilizado otras variaciones para probar la resistencia de los equipos espaciales a los niveles de sonido y vibración muy fuertes que produce el lanzamiento de cohetes.

### Altavoz de bobina móvil
El primero Altavoz dinámico (de bobina móvil) experimentales lo invento Oliver Lodge en 1898. Los primeros altavoces de bobina móvil prácticos, fueron fabricados por el ingeniero danés Peter L. Jensen and Edwin Pridham en 1915, en Napa, California. Como los altavoces anteriores, usaban bocinas para amplificar el sonido producido por un pequeño diafragma. A Jensen se le negaron las patentes. Sin éxito intentando vender su producto a las compañías telefónicas, en 1915 cambiaron su táctica a las radios y la megafonía, llamando a su producto Magnavox. Jensen fue durante años de la invención del altavoz parcialmente propietario de la compañía Magnavox. Pero los verdaderos comienzos del altavoz de bobina móvil tal como lo conocemos se remontan a 1925, cuando Chester W. Rice y Edward W. Kellogg lo patentaron (Patente US 1,707,570. 2 de abril de 1929), junto con un amplificador capaz de entregar una potencia de 1 watt para su dispositivo. Este último, el Radiola Modelo 104, con amplificador incorporado, fue lanzado al año siguiente. La diferencia principal entre los intentos anteriores y la patente de Rice y Kellogg es el ajuste de los parámetros mecánicos para obtener una respuesta en frecuencia relativamente plana. Nos referimos al altavoz Rice-Kellogg para designar este primer modelo. Sin embargo, la paternidad está en disputa, ya que se ha realizado un trabajo similar en otros países desarrollados.
Los primeros altavoces usaban electroimanes porque los imanes permanentes grandes y potentes no estaban disponibles a un precio razonable. La bobina del electroimán se activaba con una corriente por otro par de conexiones. Esta bobina tenía una segunda función, usándose como una bobina de choque filtrando la alimentación del amplificador de audio, al que estaba conectado el altavoz. El rizado en alterna en la corriente, se atenuaba por el hecho de pasar por la bobina de choque. Sin embargo, las frecuencias alternas presenten en la alimentación del amplificador tendía a modular la señal de audio que pasaba por la bobina móvil, resultando en un zumbido audible. En 1930 Peter L. Jensen presentó el primer altavoz comercial de imán permanente; sin embargo, los pesados imanes de hierro de la época no eran prácticos y los altavoces con electroimanes fueron predominantes hasta que la amplia disponibilidad de imanes ligeros de alnico estuvo disponibles después de la Segunda Guerra Mundial.
Los altavoces siguen utilizando el mismo principio básico y han tomado su forma definitiva con bastante rapidez, pero han evolucionado mucho: los materiales utilizados y el diseño y las pruebas con sistemas informatizados significan que el rendimiento ha experimentado un progreso considerable, incluso en los modelos para el mercado de gran consumo.

### Los primeros sistemas de altavoces
En los años 1930 los fabricantes de altavoces empezaron a combinar dos o tres conjuntos de altavoces, cada uno optimizado para diferentes bandas de frecuencia, para mejorar la respuesta en frecuencia e incrementar el nivel de presión sonora. En 1937 El primer sistema comercial para salas de cine, «El sistema de altavoz de bocina Shearer para teatros» un sistema de dos vías se introdujo por Metro-Goldwyn-Mayer. Usaba dos altavoces de 15" de baja frecuencia, un filtro de cruce de 375 Hz y un solo altavoz de bocina multicelular con dos altavoces de compresión para las altas frecuencias. John Kenneth Hilliard, James Bullough Lansing y Douglas Shearer participaron en la creación del sistema. En la Exposición General de Nueva York de 1939 un sistema muy grande de megafonía de dos vías se montó en una torre en Flushing Meadows. Ocho altavoces de 27" de baja frecuencia diseñados por Rudy Bozak en su papel como ingeniero jefe de Cinaudagraph. Junto con Altavoces de alta frecuencia fabricados por Western Electric.
En 1943 Altec Lansing introdujo el 604, que se convirtió en su altavoz coaxial con más éxito. Incorporaba Un altavoz de bocina de alta frecuencia que enviaba el sonido a través de un agujero en el imán de un woofer de 15" para obtener unas prestaciones de fuente puntual. El sistema de altavoz «Voice of the Theatre» de Altec, presentado en 1945 ofrecía más claridad y coherencia a los altos niveles de potencia necesarios en las salas de cine. La Academia de Artes y Ciencias Cinematográficas lo convirtió en el estándar de la industria en 1955.
En 1954 Edgar Villchur desarrolló el principio de la «suspensión acústica» en el diseño de los altavoces. Esto permitía una mejor respuesta de bajos que anteriormente para altavoces montados en una caja menor. Él y su socio Henry Kloss crearon la empresa Acoustic Research para fabricar sistemas de altavoces usando este principio. Posteriormente, el desarrollo en diseño de bafles y materiales ha traído sensibles mejoras audibles.
Las mejoras más notables en los altavoces dinámicos modernos, y los sistemas de altavoces que los utilizan, han sido mejoras en los materiales de los diafragmas, materiales mejorados para imanes permanentes, técnicas de medición mejoradas y aplicación del análisis computarizado por el método de los elementos finitos. En bajas frecuencias, la aplicación de la teoría de redes eléctricas al rendimiento acústico ha permitido un diseño variado de bafles iniciado por Neville Thiele en 1961 y Richard H. Small en 1973 que marcó un avance decisivo en el modelado permitiendo la explotación eficiente de este tipo de carga. Tanto es así que los parámetros electromecánicos de los altavoces ahora están asociados a su nombre bajo la denominación de Parámetros de Thiele y Small o «Parámetros T/S». Para la construcción de la caja propiamente, aunque todavía se utiliza mucho la madera, cada vez se utilizan más materiales sintéticos. Además de sus propias cualidades, permite formas complejas, más adecuadas para una buena acústica que un paralelepípedo, lo que era imposible a un precio razonable con materiales tradicionales.

## Diseño de sistema

### Filtro de cruce

Filtro de cruce pasivo

Sistema con filtro de cruce activo bi-amplificado

Cada altavoz solo debe recibir el rango de frecuencia previsto para él. Para ello, la señal se puede filtrar antes de la amplificación (denominado filtrado activo) o después de la amplificación (denominado filtrado pasivo). Los filtros de cruce pasivos no necesitan alimentación, pero tienen alguna desventaja: Pueden necesitar inductancias y condensadores grandes debido a la potencia a soportar, pues están después de amplificador. Disponibilidad limitada de los componentes necesarios que soporten dichas potencias. Modifican la impedancia de carga vista por el amplificador. A diferencia de los filtros de cruce activos, que pueden tener ganancia, los filtros pasivos tienen una atenuación inherente en la banda de paso. Que suele llevar a una reducción del factor de amortiguación propio del altavoz.

#### Activo
Un filtro de cruce activo es un filtro electrónico que divide la señal en diferentes bandas de frecuencia antes de la amplificación de potencia, por lo que requieren como mínimo un amplificador para cada banda. También se puede usar un filtro pasivo antes de la amplificación, pero no es una técnica habitual, pues es menos flexible que un filtro activo. Cualquier solución que utiliza un filtro de cruce antes de la amplificación, se denomina comúnmente bi-amplificador, tri-amplificador y así sucesivamente en función del número de canales. Pueden incluso incluir alineación de fase o tiempo entre las distintas bandas de frecuencia, ecualización y compresión dinámica.
El diseño de los filtros de cruce se vuelve rápidamente bastante complejo, por lo que cada vez más, los filtros más elaborados se realizan en formato activo. De hecho, los componentes para el filtrado pasivo son sensiblemente más críticos y las inductancias necesarias son más caras a medida que disminuye la frecuencia de filtrado. Por este motivo, los subwoofers se fabrican casi exclusivamente con filtrado activo.

#### Pasivo

Filtro pasivo complejo de una caja acústica

Tradicionalmente, la gran mayoría de cajas acústicas utilizaban filtrado pasivo. Este filtro de cruce, insertado entre la entrada de la caja acústica y los altavoces, distribuye las bandas de frecuencia al altavoz correspondiente que puede reproducirla. Está compuesto principalmente por condensadores, inductancias y resistencias pero puede integrar otros componentes para la protección de los transductores contra el exceso de potencia. Los componentes pueden soldarse en un circuito impreso, o incluso insertarse directamente en el cableado interno de la caja para las implementaciones más simples.
Los altavoces con filtro pasivo integrado solo requieren la llegada de una señal de sonido amplificada; no necesitan alimentación.
El filtro de cruce pasivo de una caja acústica puede ser muy simple, limitándose a un condensador en serie en el tweeter para un altavoz de dos vías. En este caso, constituye un filtro paso alto de 6 dB/octava, el woofer no se filtra y ve su respuesta atenuarse naturalmente en la parte superior de su espectro de sonido. Este tipo de filtrado es común en la gama básica. Los filtros más sofisticados generalmente tienen un circuito por vía, utilizando múltiples componentes para lograr pendientes de 12 dB/octava (segundo orden) o 18 dB/octava (tercer orden). El filtro también puede integrar circuitos de corrección para el altavoz utilizado.
Al contrario de lo que podría pensarse, el filtrado pasivo no solo se usa en los altavoces multi-vía. En un altavoz unidireccional (generalmente equipado con un solo altavoz de rango completo), es posible integrar un filtro pasivo destinado a mejorar la respuesta de frecuencia del altavoz utilizado. Naturalmente, la operación se realiza a expensas de la eficiencia, pero cuando este punto no es crítico, esta técnica puede aportar una mejora significativa en la calidad del sonido.

### Bafle

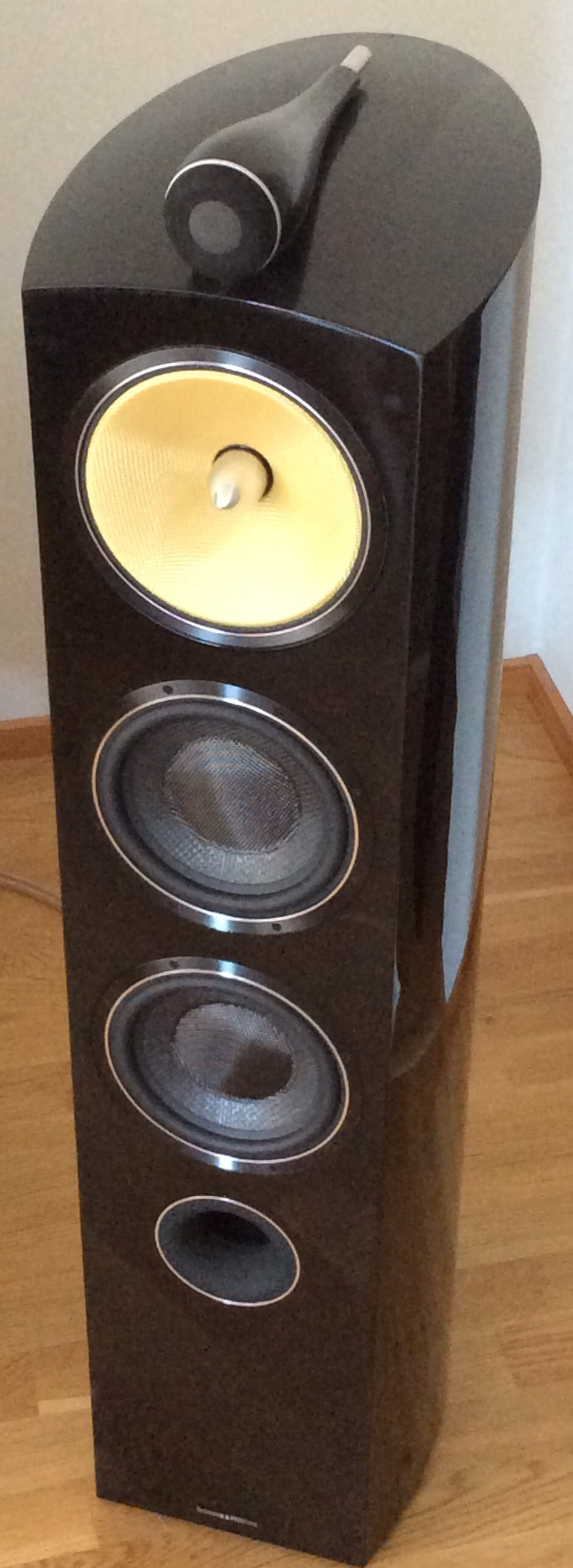
Altavoz HiFi bass reflex.

La mayoría de los sistemas de altavoces consisten en altavoces montados en un bafle o caja acústica. El objetivo del bafle es evitar que las ondas sonoras provenientes de la parte trasera de los altavoces hagan una interferencia destructiva con la frontal. Las ondas traseras están desfasadas 180° de las frontales, por lo que sin bafle crean cancelaciones que degradan tanto el nivel y la calidad del sonido a bajas frecuencias.
El bafle más sencillo es un panel plano con agujeros donde se montan los altavoces. Sin embargo, en esta solución las frecuencias de sonido con longitudes de onda mayores que las dimensiones del bafle se cancelan debido al cortocircuito acústico. Con un panel infinito se pueden eliminar completamente estas interferencias. Una caja sellada suficientemente grande, puede aproximarse a este funcionamiento.
Como los paneles de dimensión infinita son imposibles, la mayoría de las cajas acústicas funcionan conteniendo la radiación posterior del diafragma al moverse. Una caja sellada impide la transmisión posterior del altavoz confinando el sonido en una caja rígida y estanca. Técnicas para reducir la transmisión del sonido a través de las paredes de la caja incluyen: paredes más gruesas, material absorbente, soportes internos, paneles curvos, o más raramente, materiales viscoelásticos o finas láminas de plomo aplicadas en los paneles interiores.
Sin embargo, una caja rígida refleja el sonido internamente, que se transmite al exterior a través del diafragma del altavoz, degradando la calidad del sonido. Esto se puede reducir con absorción interior, usando materiales absorbentes (a menudo llamado «atenuación») como fibra de vidrio, lana o guata de fibra sintética dentro de la caja. La forma interna de la caja también se puede diseñar para reducir el efecto, reflejando los sonidos alejándolos del diafragma a donde puedan ser absorbidos.
Otros tipos de cajas acústicas modifican la radiación posterior de forma que se sumen constructivamente a la señal del cono frontal. Diseños que usan este principio como «bass-reflex», «radiador pasivo» o «línea de transmisión» se usan a menudo para extender la respuesta efectiva a bajas frecuencias incrementando la respuesta a baja frecuencia del altavoz.
Para hacer la transición entre los altavoces lo más continua posible, los diseñadores de sistemas han intentado alinear en el tiempo los altavoces moviendo sus posiciones de montaje adelante o atrás de forma que el centro acústico de cada altavoz esté en el mismo plano vertical. Esto también puede incluir inclinar el frontal del altavoz hacia atrás, poner cajas individuales a cada altavoz, o más raramente usar filtros electrónicos para el mismo fin. Estos intentos han resultado en cajas acústicas bastante inusuales.
La forma de montar los altavoces incluyendo las cajas acústicas, pueden causar difracción resultando en picos y valles de la respuesta en frecuencia. El problema es mayor en altas frecuencias, donde las longitudes de onda son similares o menores que las medidas de la caja. El efecto se puede minimizar redondeando los bordes de la caja, curvando el mismo bafle, usando una caja más pequeña o estrecha, modificando la ubicación de los altavoces, usando materia absorbente alrededor del altavoz o usando una combinación de estas y otras estrategias.

#### Pantalla infinita
Es un sistema de colocación para altavoces dinámicos, que consiste en integrar el altavoz en una gran superficie plana (por ejemplo, una pared) con un agujero circular en el centro (donde va alojado el cono del altavoz).

#### Caja sellada

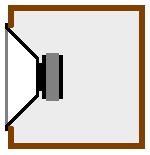
Caja sellada

Es simplemente una caja hermética, cuyo propósito es eliminar el cortocircuito acústico atrapando la radiación trasera en un volumen relativamente pequeño. Puede rellenarse o acolcharse con material absorbente según necesidades.
La membrana está en «suspensión acústica», Porque el volumen de aire (VB) contenido actúa como un resorte y lo frena. Por lo tanto, su volumen debe calcularse de acuerdo con las características del altavoz: frecuencia de resonancia al aire libre (FS o FR), volumen de aire equivalente a la elasticidad de la suspensión (VAS) y, su factor de calidad total (QTS).
La respuesta de graves conserva la mejor extensión de graves sin sobre respuesta cuando QTC = 0,707.
{\displaystyle QTC=QT{\sqrt {{\frac {VAS}{VB}}+1}}}
A un volumen comparable, la frecuencia de corte en los graves es mayor que en una caja tipo bass-reflex, pero con una pendiente más suave a 12 dB/octava por debajo de la frecuencia de corte (Fc).
Una caja cerrada muy grande se denomina caja infinita. En este caso, el aire que contiene ya no hace efecto resorte. El resultado, se acerca al del bafle infinito. Este tipo de cerramiento se puede lograr integrando uno o más altavoces en la pared de una sala, siendo entonces la caja infinita la sala de al lado.

#### Caja Bass reflex

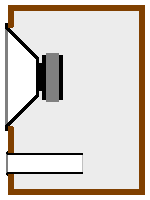
Caja bass reflex

Es un sistema de construcción de cajas acústicas para mejorar la respuesta en bajas frecuencias. En una de las paredes de la caja se abre un puerto (orificio en forma de tubo) y todos los parámetros que afectan al volumen interno de la caja están previstos para que el aire en el interior del tubo resuene en una baja frecuencia determinada.
Son fácilmente identificables gracias a su(s) puerto(s). El principio es recuperar la radiación trasera para agregarla en fase con la radiación frontal. Se basan en el principio del resonador de Helmholtz, que consta de un volumen y uno (o más) puertos. El puerto se caracteriza por su superficie y su longitud, que define un volumen de aire que circula en el mismo y por tanto una frecuencia natural, así como resonancias secundarias.

#### Radiador pasivo

Altavoz de radiador pasivo

Es una variación del bass reflex, que utiliza un woofer sin motor (bobina e imán) en lugar del puerto. El término exacto es «radiador pasivo». Permite una extensión de la respuesta de graves, al igual que su homólogo. Este sistema posee mejor respuesta a las bajas frecuencias, pero su construcción resulta cara y puede tener algo de pérdida de potencia.

#### Altavoz de bocina

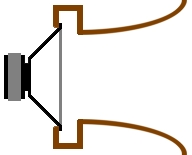
Altavoz de bocina

los altavoces de bocina son los sistemas de altavoces más antiguo. El uso de bocinas acústicas como amplificadores de voz megáfonos se remonta por lo menos al siglo XVIII y las bocinas se usaban en Fonógrafos mecánicos desde 1877. Un altavoz de bocina utiliza una guía ondas conformada delante del altavoz para incrementar la directividad del sistema. Transformando una pequeña superficie con alta presión en el cono a una gran superficie con baja presión en la boca de la bocina. Esto transforma la impedancia electroacústica/mecánica entre el altavoz y el ambiente, incrementando la eficiencia y enfocando el sonido en una dirección.
El tamaño de la garganta, boca, la longitud de la bocina, así como la forma con la que se expande, se deben seleccionar cuidadosamente para adaptarse al altavoz y permitir que esta función de transformación ocurra en una banda de frecuencias (todas las bocinas tienen un rendimiento pobre fuera de sus límites acústicos, tanto en altas como en bajas frecuencias). La longitud y sección de la boca requeridas para bajas frecuencias necesitan bocinas de más de un metro de largo. Las «bocinas plegadas» pueden reducir el tamaño total, pero obligan al diseñador a hacer compromisos y a una mayor complicación de coste y fabricación.
Un altavoz de bocina puede tener una eficiencia de hasta 110 dB a 2,83V (1W a 8Ω) a 1 metro. Esto es cien veces superior a lo obtenido con un altavoz dinámico que suelen llegar a una eficiencia de 90 dB y son imprescindibles en aplicaciones donde se requieren altos niveles sonoros o la amplificación está limitada.

#### Línea de transmisión

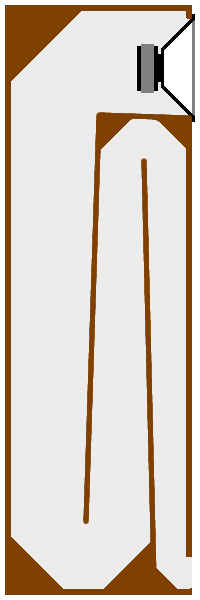
Altavoz de línea de transmisión

Es un diseño de caja acústica que utiliza una línea de transmisión acústica en el interior de la caja. El sonido de la parte posterior del altavoz se dirige por un conducto largo y acolchado (generalmente plegado) con un orificio al final que lo comunica con el exterior, creando interferencias constructivas a bajas frecuencias con el altavoz. Comparado con los diseños relativamente simples de las cajas selladas o bass reflex, permite un mayor control de la energía y el sonido resultante.

#### Bafle abierto (bafle plano y sus variantes)

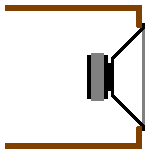
Bafle abierto en forma de U

Es una caja abierta sin fondo o simplemente una placa más o menos grande, que separa la onda trasera del altavoz de la onda delantera, limitando así el cortocircuito acústico. El bafle debe ser tanto más grande como se desee bajar en frecuencia. El cortocircuito acústico todavía se produce a bajas frecuencias, para longitudes de onda que superan el tamaño de la placa.

### Sistemas de conexión
Para conectar una caja acústica a una fuente de señal de audio, está equipada con uno o más conectores. Estos conectores difieren (al menos en principio) según se trate de un altavoz pasivo o amplificado. En el primer caso, se trata de poder transmitir una potencia que puede ser significativa (varios cientos de vatios) y una alta tensión, potencialmente peligrosa. En el segundo, la potencia es insignificante y el voltaje bajo. los requisitos son muy diferentes. Además, dependiendo del uso previsto del altavoz (escucha doméstica, instalación de sistemas de sonido fijos, sistemas de sonido móviles, músicos), los conectores y las cualidades requeridas varían enormemente.

#### Altavoces pasivos

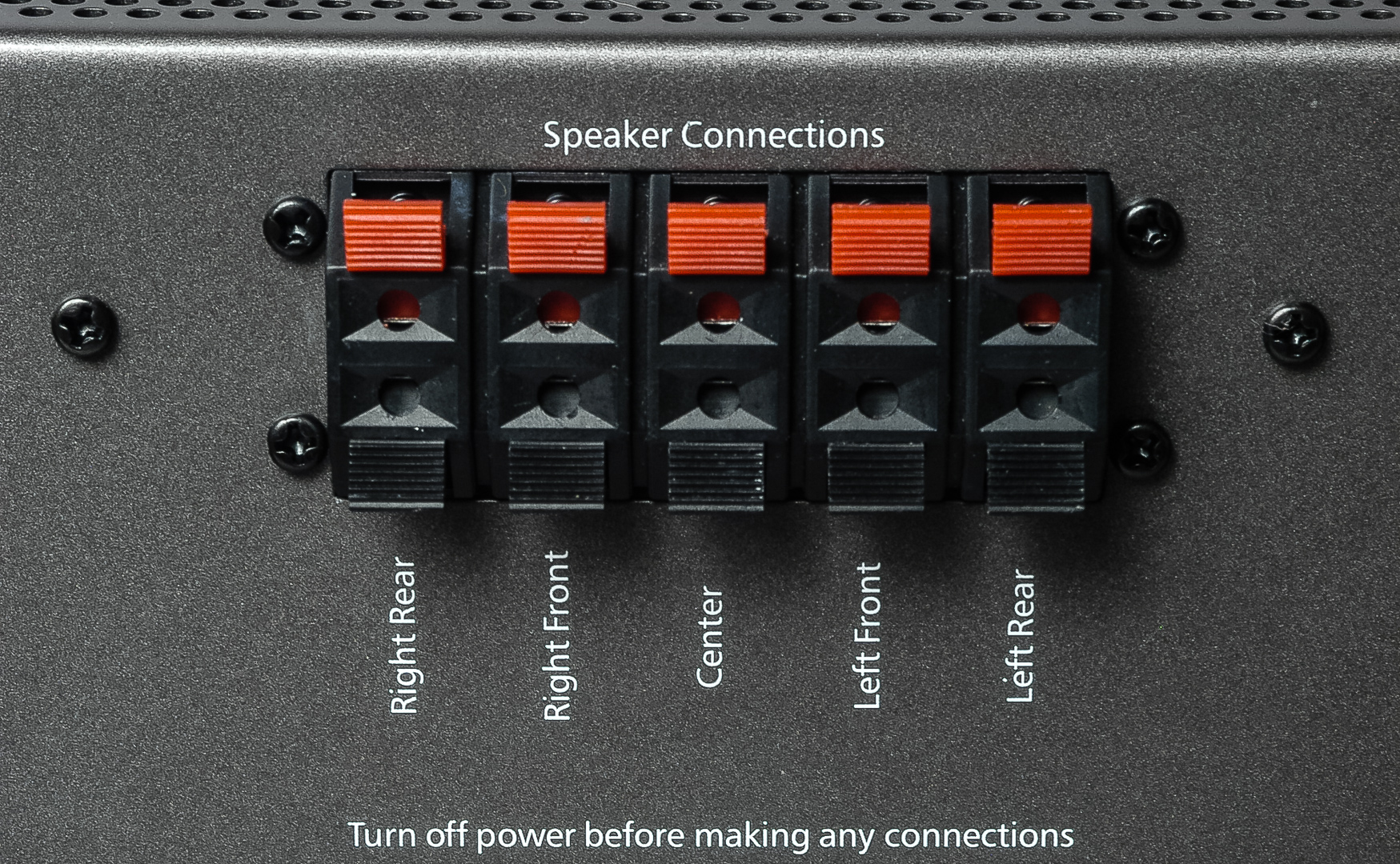
Conexiones por terminales de presión (en la salida de amplificación)

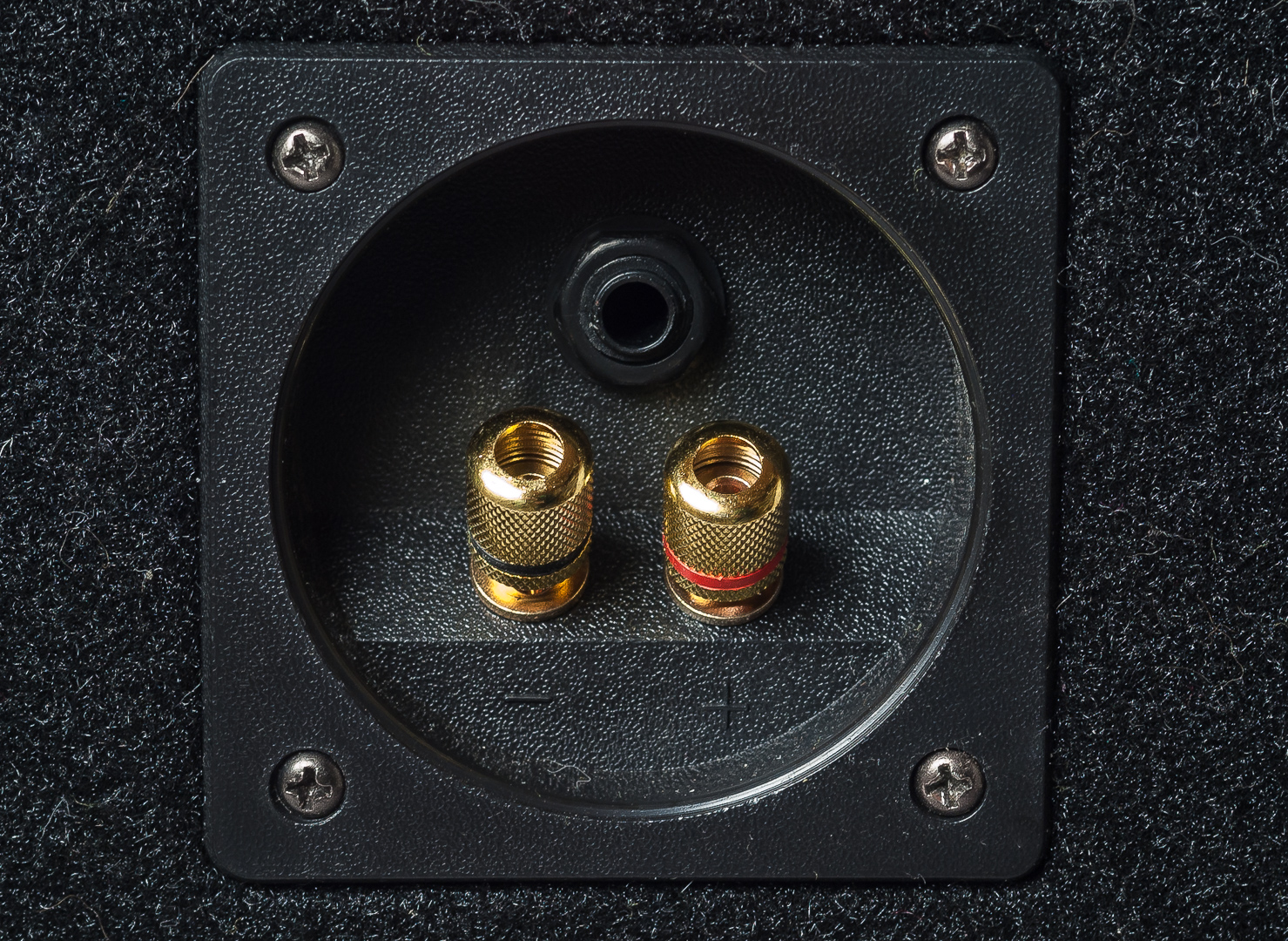
Conexiones por terminales de tornillo que aceptan clavijas banana y jack 6.35 mm

Las cajas acústicas pasivas, destinadas a ser conectadas a un amplificador de potencia, deben utilizar conectores capaces de transmitir potencia sin pérdidas apreciables y garantizar una buena seguridad tanto para el usuario como para el equipo (sin riesgo de cortocircuito).
Para utilizaciones de gran consumo (alta fidelidad y similares) han surgido dos tipos de conectores: por un lado, los terminales de presión (se introduce un cable en un orificio presionando un botón y cuando se suelta un sistema de guillotina asegura el contacto) y los bloques de terminales también aceptan el conector banana de 4 mm. Estos bloques de terminales pueden recibir el extremo de cables desnudos o provistos de terminales. A menudo son los conectores preferidos por los aficionados exigentes porque ofrecen una mayor superficie de contacto y una mayor universalidad de uso. Aunque una directiva europea prohíbe el uso de enchufes tipo banana para voltajes superiores a 25 V , siguen siendo muy utilizados porque son muy prácticos. El principal inconveniente de todos estos modos de conexión es la ausencia de un dispositivo de polaridad. Así, es posible conectar un altavoz al revés, lo que no presenta ningún riesgo, pero deteriora mucho la reproducción acústica ya que algunos de los transductores de la instalación presentan una inversión de fase. Por tanto, es necesario verificar este punto, la técnica convencional consiste en utilizar una pila: cuando se conecta una pila a un altavoz o una caja acústica, la membrana del altavoz avanza si la conexión es correcta (positivo con positivo y negativo con negativo) y retrocede si la conexión está en contrafase.

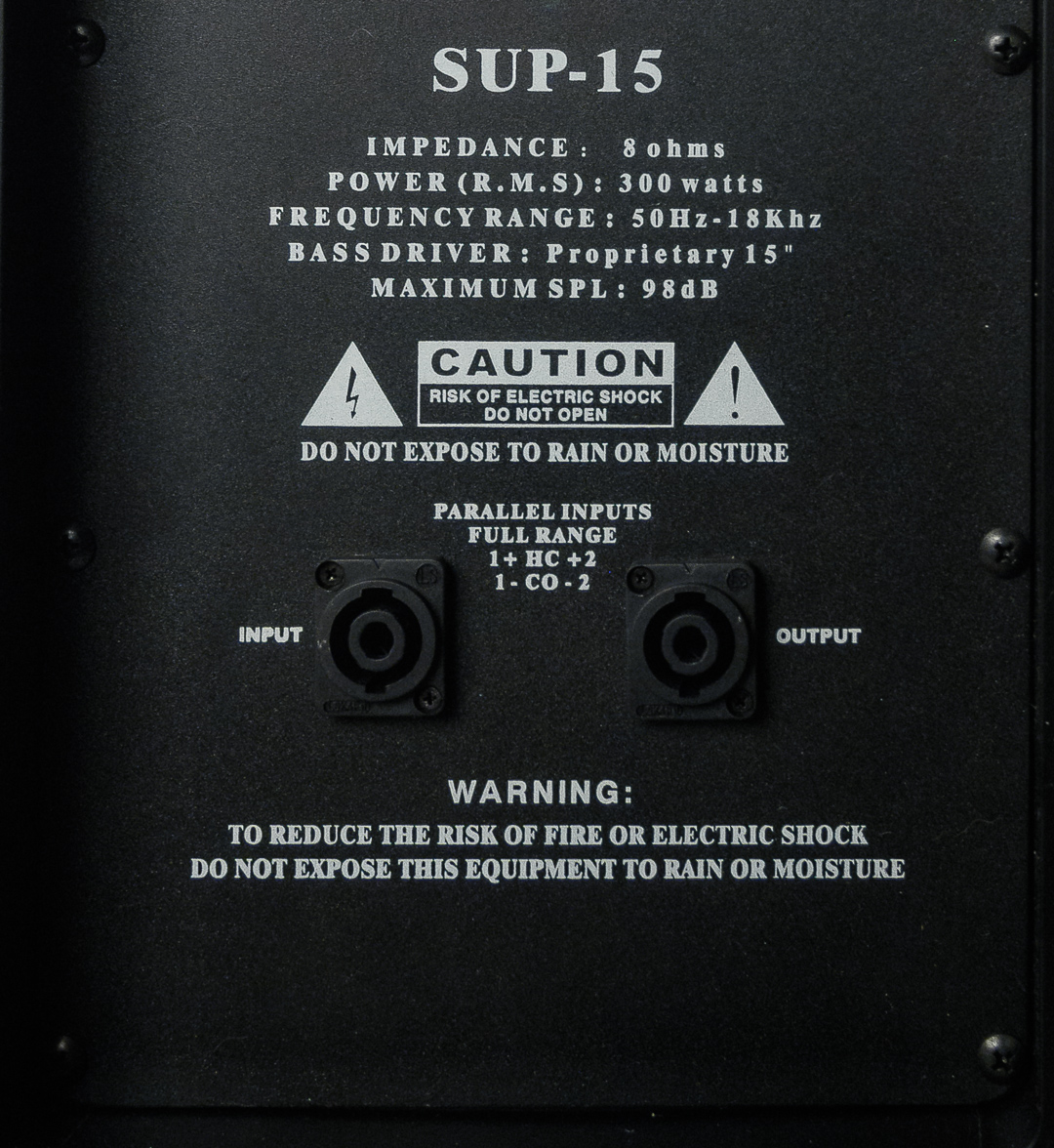
Conexiones a través de tomas Speakon

Para usos profesionales, se impone el conector Speakon: especialmente diseñado para este uso por Neutrik, no presenta riesgo de error o invertir la conexión y se bloquea automáticamente, evitando cualquier desconexión intempestiva. Hay varios modelos de conectores Speakon para satisfacer necesidades específicas. Los altavoces profesionales casi siempre están equipados con al menos dos conectores para proporcionar retroalimentación de modulación para combinaciones de altavoces u otras necesidades.
Los músicos han utilizado durante mucho tiempo (y con frecuencia siguen utilizando) conectores jack de 6,35 mm ( 1/4 de pulgada ). Este conector, muy económico y práctico, tiene el inconveniente de ser utilizado para otros usos, de ahí el riesgo de daños por confusión. Además (aparte de los modelos en ángulo bastante raros) sobresale de la parte posterior del altavoz y, por lo tanto, se puede romper fácilmente. También se puede desconectar fácilmente si se tira del cable, por lo que debe evitarse su uso para este fin. Las tomas (al menos para este trabajo) se encuentran principalmente en equipos semiprofesionales, pero pueden estar presentes en paralelo con otros conectores, especialmente Speakon.
Por último, en ocasiones se han utilizado conectores XLR profesionales para la conexión de altavoces pasivos, pero, es una práctica no recomendable por los riesgos de confusión con los usos habituales de este tipo de conector.

#### Altavoces amplificados

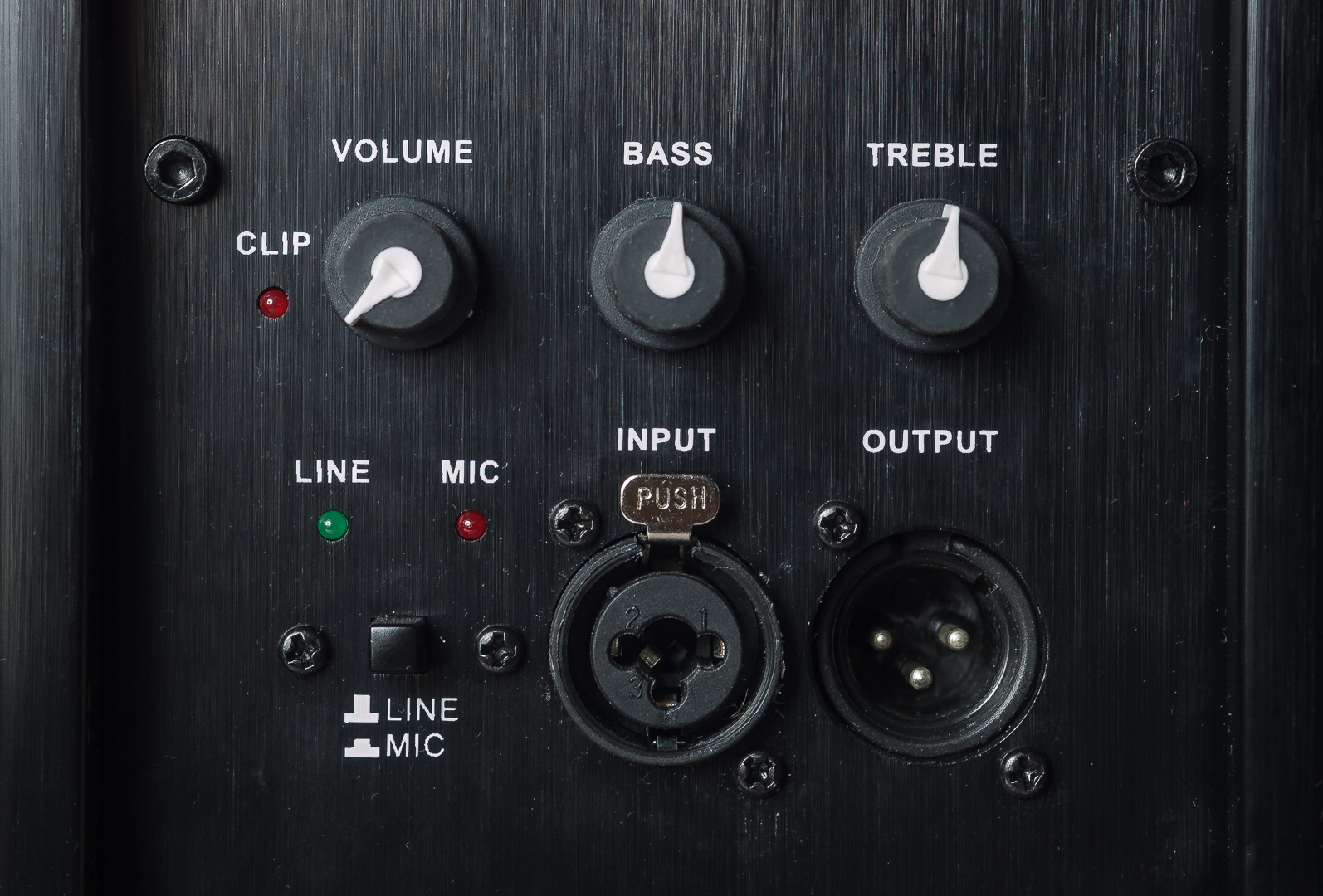
Conexiones a una caja acústica amplificada con entrada en un conector combinado que acepta jacks

Las cajas acústicas que incorporan amplificador de potencia pueden recibir, según modelo, una señal analógica a nivel de línea o una señal digital según un estándar correspondiente a su uso.
Los altavoces profesionales (sistema de sonorización y similares) utilizan, para conexiones analógicas, conectores XLR con conexiones balanceadas. En equipos móviles, estos conectores pueden ser del tipo «combinado», lo que permite el uso de un conector XLR y un conector jack de 6,35 mm. Las entradas son normalmente de nivel de línea, pero muchos modelos ofrecen una entrada de micrófono, a veces con un mezclador. En cuanto a los altavoces pasivos, los conectores se duplican para asegurar el retorno de la modulación si fuera necesario.

## Características de los altavoces

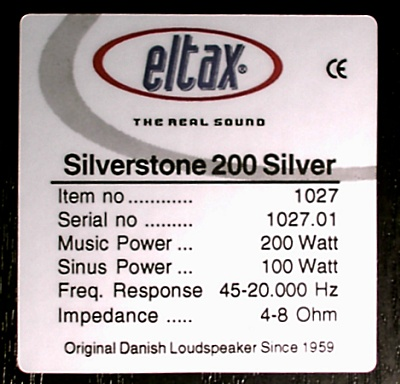
Etiqueta de especificaciones de un altavoz

Las principales características de un altavoz son:
- Potencia admitida.
- Respuesta en frecuencia.
- Impedancia – típicamente 4 Ω (ohms), 8 Ω, etc.
- Rendimiento y sensibilidad – El nivel de presión sonora producido por el altavoz en un campo no reverberante,  normalmente expresado en dB y medido a 1 m con una entrada de 1 W, normalmente especificado a una o más frecuencias.
- Distorsión.
- Directividad.
- Nivel sonoro máximo – El nivel de sonido más alto que puede soportar el altavoz sin dañarse ni exceder un nivel de distorsión especificado.

### Potencia
La potencia eléctrica nominal admisible que puede soportar el altavoz (potencia de entrada máxima antes de que se dañe el altavoz) no es la potencia sonora producida. Mayor potencia tampoco es garantía de calidad de sonido. Se puede dañar el altavoz con una potencia muy inferior a la nominal si se sobrepasan los límites mecánicos del altavoz con bajas frecuencias. El tweeter también se puede dañar si hay saturación del amplificador y recorte de la señal de salida (se genera gran cantidad de energías a altas frecuencias en esos casos) o una entrada con grandes componentes de altas frecuencias. En todas estas situaciones el tweeter recibe más energía de la que puede soportar. Las diferentes maneras de definir la potencia admisible pueden ser bastantes confusas.
En la práctica, definir la potencia admisible de un altavoz es difícil. De hecho, un altavoz está destinado a reproducir música en diversas condiciones y no una señal perfectamente definida y estable en un laboratorio. La mejor demostración de estos hechos es la multiplicidad de formas de definir (y finalmente medir) la potencia admisible de un altavoz: potencia nominal, potencia musical, potencia de programa, potencia pico, etc. Existen estándares como IEC 268-5, AES2-1984 o, más antiguo, AFNOR NFC 97-330, pero es difícil encontrar un consenso.
Comprender e interpretar adecuadamente estos estándares está fuera del alcance del público en general. Para este último, la mejor y más comprensible indicación es una recomendación, por parte del fabricante, de la potencia de amplificación que se asociará con un altavoz: por ejemplo «Amplificación recomendada: 50 a 150 W efectivos».
Las definiciones más importantes son:
- Potencia nominal Potencia máxima, en régimen continuo, que puede soportar el altavoz sin deteriorarse. Si se hace trabajar al altavoz por encima de esta potencia se podrá dañar irremediablemente ya que este no podrá disipar el calor producido por la corriente eléctrica que circula por la bobina y esta puede fundir el aislante que recubre el hilo de cobre que la forma, provocando cortocircuitos o cortándose la espalda por fusión del hilo de cobre.
- Potencia RMS Especifica el máximo valor de la potencia con que puede trabajar el altavoz (sobre la impedancia nominal) sin que sufra daños permanentes (mecánicos o térmicos), cuando se le excita con una señal de forma senoidal continua en una determinada banda de frecuencias. Esta medida es comúnmente conocida como Raíz de la Media Cuadrática, abreviadamente RMS (del inglés Root Mid Square) y es el valor más fiable y comúnmente extendido para hablar de la potencia de un amplificador.[41]
- Potencia pico (el pico de señal), que puede soportar un tiempo limitado el altavoz antes de deteriorarse. Corresponde al valor máximo instantáneo de potencia que puede aplicarse durante un tiempo muy corto. Este valor está muy relacionado con otra limitación de los altavoces que es el máximo recorrido de la bobina sin que se destruya el diafragma (este problema se denomina desconado del altavoz). Esta potencia es mayor que la potencia media máxima.

### Respuesta en frecuencia
La Respuesta en frecuencia especificada como la salida sobre un rango de frecuencias especificado para un nivel de entrada constante a lo largo del rango de frecuencias. A veces se especifica el margen de variación como  ± 2,5 dB.
Para que un equipo sea considerado de calidad debe cubrir al menos el margen de las audiofrecuencias, las frecuencias audibles para los humanos, es decir (20-20 000 Hz).
Pero la respuesta en frecuencia del altavoz no es plana. El altavoz ideal debería dar una respuesta uniforme, es decir, igual potencia a todas las frecuencias, pero este altavoz no existe. En las especificaciones técnicas se suele indicar la respuesta en frecuencia:
- Los altavoces de alta fidelidad son los que tienen un margen de variación de 6 dB para el margen audible entre los 20 y los 20 000 Hz.
- Fuera de los sistemas de alta fidelidad, también son aceptables las variaciones de 3 dB en un margen de 100 a 15 000 Hz, ya que en la práctica el margen de audibilidad humana casi nunca llega a los 20 000 Hz.

La respuesta de frecuencia determina las frecuencias de sonido que serán reproducidas por el altavoz y con qué diferencia sobre nivel de referencia (generalmente el nivel a 1 kHz). Puede medirse rápidamente con un analizador de espectro. La respuesta en frecuencia se muestra a menudo en forma numérica simplificada: normalmente frecuencia inferior  (en Hz) - frecuencia superior (en Hz o kHz) y error aceptado (en decibelios). Esto da, por ejemplo, 40 Hz −18 kHz , −6 dB. Una respuesta sin una indicación del error aceptado no es útil, ya que el error podría ser considerable.
Sin embargo, indicar una respuesta de frecuencia en forma numérica proporciona poca información. Es preferible una curva de respuesta, trazada en un diagrama de Bode. Sin embargo, (para un sistema de altavoz) es un documento complejo que necesita ser interpretado por personas competentes para obtener información relevante. Además, una interpretación correcta requiere saber en qué condiciones y con qué parámetros técnicos se registró. Generalmente, la abscisa del gráfico representa la frecuencia y se extiende desde 20 Hz hasta 20 000 Hz , y la ordenada representa el nivel en dB.
En la práctica, es necesario distinguir las curvas de respuesta destinadas al usuario doméstico que son versiones simplificadas y que dan una idea general de la respuesta de un altavoz y las curvas destinadas a ingenieros y técnicos, mucho más detalladas, pero también más complejas. En definitiva, las curvas simplificadas se convierten en una especie de ilustración o incluso en un documento publicitario: este tipo de documento fue muy popular en los años de auge de la alta fidelidad. Sin embargo, existen curvas de respuesta relativamente simples de comprender e interpretar: las curvas de un tercio de octava. Intentan corresponder con las capacidades auditivas reales del oído humano.
Registrar y trazar la curva de respuesta de un altavoz ha sido durante mucho tiempo una operación compleja, a menudo larga y que requería un equipo costoso y si es posible, una cámara anecoica. La disponibilidad de computadoras potentes y económicas y el procesamiento digital de señales han marcado una diferencia significativa, las mediciones suelen utilizar una computadora asociada con una interfaz y un software especializado (algunos son gratuitos). Este sistema permite realizar (en determinadas condiciones y dentro de determinados límites) mediciones comparables a las obtenidas en una cámara anecoica con gran rapidez.

### Impedancia

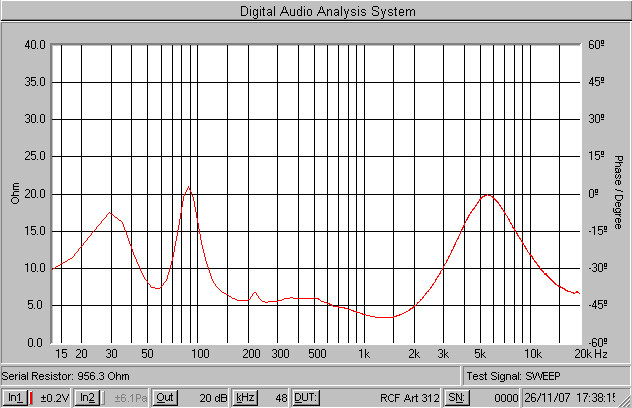
Curva de impedancia de un sistema de altavoz.

La impedancia es una característica esencial de un altavoz. Se expresa en ohmios. Debe ser conocida (como mínimo aproximadamente) para una buena adaptación al amplificador utilizado. Para ello, los fabricantes especifican una impedancia normalizada o nominal para sus altavoces. Los valores más comunes son 4 y 8 Ω pero son posibles otros valores. En principio, las especificaciones del amplificador utilizado indican qué valores de impedancia son aceptables. Esta es la impedancia de carga. No se trata, en ningún caso, de una adaptación de impedancias sino de indicar una compatibilidad entre equipos.
La carga que un altavoz presenta al amplificador consiste en una Impedancia compleja, una combinación de resistencia y reactancia (capacitancia y inductancia) tenemos que la bobina de voz es inductiva, el transductor tiene resonancias mecánicas, la caja modifica las características mecánicas y por tanto eléctricas  y el filtro de cruce pasivo contribuye con sus propias modificaciones. La mayoría de las especificaciones de los amplificadores se dan suponiendo una carga ideal resistiva, sin embargo, un altavoz, como hemos visto, no tiene una impedancia constante a lo largo de su banda de frecuencia, no sólo en módulo sino también en fase. Algunos amplificadores pueden soportar estas modificaciones mejor que otros.
Para el estudio de un altavoz anotamos su curva de impedancia, la variación de impedancia en función de la frecuencia. Esta curva permite obtener cierta información técnica, para comprobar que se han evitado determinados errores constructivos, pero también para determinar el valor que debe indicarse para la impedancia nominal.

### Eficiencia y rendimiento
El rendimiento de un altavoz expresa la relación entre la potencia acústica radiada y la potencia eléctrica consumida. El rendimiento se expresa en % y se calcula de la siguiente manera: Rendimiento = Potencia acústica radiadaPotencia eléctrica entregada. De hecho, el rendimiento rara vez se mide o se utiliza porque no tiene mucha utilidad práctica. El rendimiento del altavoz es generalmente muy bajo, entre 0,3 y 3 %, el resto se convierte en calor. La causa principal del bajo rendimiento es la dificultad de adaptar la impedancia acústica entre el transductor y el aire sobre el que radia. Cabe destacar que este rendimiento es variable según la frecuencia de medición, lo que complica su valoración, sin tener en cuenta otros parámetros más complejos. Por lo tanto, su utilidad y apreciación no son dominio del usuario doméstico.
La eficiencia (también denominada sensibilidad) electroacústica, mide la relación entre el nivel eléctrico de entrada al altavoz y la presión sonora obtenida. Indicada como: presión sonora (en dBspl ) obtenida a 1 m cuando se aplica un voltaje de 2,83 V a la entrada del altavoz (2,83 V con una impedancia nominal de 8 Ω es decir, una potencia de 1 W : P = U2R = 2.8328 = 1 W) Suele indicarse como: dB/2,83 V/1 m porque los amplificadores de audio son asimilables a un generador de tensión y es posible ignorar la impedancia y, por tanto, la potencia realmente absorbida. Aquí nuevamente, la medición es una operación compleja, el resultado puede verse influenciado por muchos parámetros, como la señal utilizada para la medición. Generalmente se utiliza sonido rosa (AES 1984) con 6 dB de cresta para las medidas.
Aunque la expresión anterior es técnicamente la más correcta, la eficiencia suele expresarse en dB/1 W/1 m : presión acústica en dBspl, para una potencia absorbida de 1 W , midiéndose la presión en campo libre a una distancia de 1 m En la práctica, la potencia realmente absorbida rara vez se mide y esta expresión es engañosa.
Conociendo la eficiencia, la impedancia del altavoz y el voltaje aplicado, es posible calcular el nivel de presión sonora a 1 m : Presión en dBspl= sensibilidad + (10logU2Z), U el voltaje y Z la impedancia. Para otras distancias es necesario restar 20*log(distancia en metros). Esto solo se aplica a la radiación esférica en campo libre, es decir, 4 pi estereorradianes y corresponde a 6 dB de atenuación cada vez que se duplica la distancia. Por tanto, se trata de valores teóricos, la mayoría de las veces bastante alejados de los valores prácticos que dependen de las reflexiones en el entorno.
Por ejemplo, si aplicamos una señal con una amplitud de 32 volts eficaces a un altavoz que tiene una eficiencia de 90 dB / 1 W / 1 m y una impedancia nominal de 8 Ω , la presión a 1 m será 90 + 10*log (3228) = 111 dBspl A 7 m y la presión será de 111 - 20*log 7 = 94,1 dBspl. Insistamos en el hecho de que se trata de un cálculo teórico, las condiciones de campo libre nunca se cumplen en el mundo real.
- La eficiencia de los altavoces domésticos suele oscilar entre 85 dB y 95 dB—un rendimiento de 0.5–4 %.
- La eficiencia de los altavoces de megafonía o para conciertos suele oscilar entre 95 dB y 110 dB—un rendimiento de 4–20 %.

En el altavoz, a diferencia del micrófono, la sensibilidad no es un indicativo de «calidad sonora», pues la práctica ha demostrado que altavoces de inferior sensibilidad producen mejor «coloración sonora».
Generalmente no es posible combinar altas eficiencias con cajas compactas y respuestas a bajas frecuencias adecuadas. En mayor parte sólo podemos optimizar dos de los tres parámetros al diseñar un altavoz. Si buscamos una frecuencia en bajos extendida y un tamaño compacto, tenemos que aceptar una baja eficiencia. esta regla práctica llamada «Ley de hierro de Hofmann» (nombrada por J. Anton Hofmann, la H de la empresa KLH).

### Distorsión
El altavoz es uno de los sistemas de audio que presenta mayor distorsión, por lo que los fabricantes no suelen suministrar al consumidor las cifras de distorsión de sus altavoces.
La distorsión tiene causas muy variadas: flujo del entrehierro, vibraciones parciales, modulación de frecuencia sobre el diafragma, alinealidad de las suspensiones, etc.
- La mayor parte de la distorsión se concentra en el segundo y tercer armónico, por lo que afectará en mayor medida a los tonos graves. Se trata de una distorsión en torno al 10 %.
- En las medias y altas frecuencias esta distorsión es proporcionalmente mucho menor y no llega al 1 %, aunque en las gargantas de bocinas de alta frecuencia esta distorsión llega hasta un margen de entre 10 y 15 %.

### Directividad

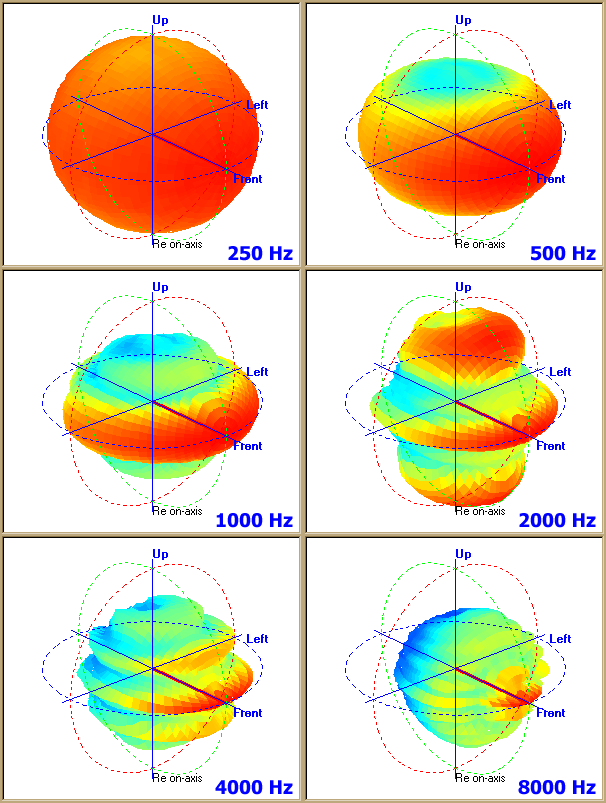
Diagramas de directividad de una columna industrial a seis frecuencias de un altavoz de columna industrial Bosch para megafonía con cuatro transductores. Compruébese que es prácticamente omnidireccional a baja frecuencia, convergiendo a forma de abanico en torno a 1 kHz y separándose en lóbulos y perdiendo potencia a altas frecuencias.

Es fácil constatar, moviéndose con relación al eje de difusión de un altavoz, que el sonido cambia a medida que uno se aleja de este eje. Si medimos la respuesta de frecuencia fuera del eje veremos que difiere del resultado obtenido en el eje. Esta diferencia es más o menos importante según el diseño del altavoz. Generalmente da como resultado una disminución gradual en el nivel de los agudos (porque la directividad aumenta con el aumento de la frecuencia), pero son posibles otras configuraciones. Este fenómeno significa que la escucha solo cumple realmente con las expectativas desde un ángulo determinado con respecto al eje. por esta razón, es preferible que el oyente se coloque directamente en frente de las cajas acústicas.
{AP|Directividad}
La directividad rara vez se especifica para altavoces de consumo, pero es una especificación esencial para los modelos profesionales. El fabricante indica el ángulo en el que se puede utilizar el altavoz y con qué nivel de atenuación. Esta es solo la directividad horizontal, pero ocurre un fenómeno similar en el eje vertical. Por tanto, la directividad se indica desde ambos ángulos. Por ejemplo 60° × 40° : sesenta grados en horizontal y cuarenta grados en vertical, para una atenuación de 6 dB con respecto a la respuesta en el eje.
La forma más gráfica de dar la directividad es mediante un diagrama polar, que normalmente es recogido en las especificaciones, pues cada modelo tiene una respuesta concreta.
Un diagrama polar es un dibujo técnico que refleja la radiación del altavoz en el espacio, en grados, para cada punto de sus ejes (horizontal y vertical).
|  |  |  |

Dependiendo de su directividad se puede decir que la radiación de un altavoz es:
- Omnidireccional. — Radian igual en todas direcciones, es decir, en los 360°.
- Bidireccional. — El diagrama polar tiene forma de ocho, es simétrico.
- Cardioide. — Se llama así porque su diagrama polar tiene forma de corazón (curva cardioide), lo que se traduce en que radian hacia la parte frontal y tienen un mínimo de sensibilidad en su parte posterior.

### Nivel sonoro máximo

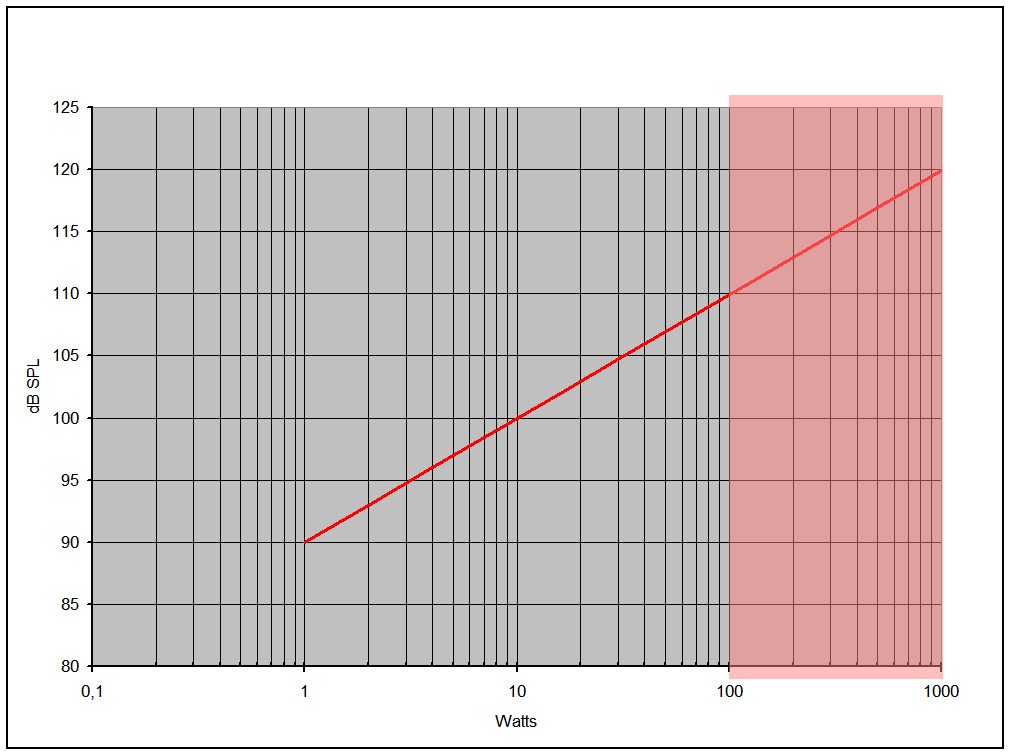
Nivel sonoro obtenido para un altavoz que ofrece una eficiencia de 90 dB / 1 W / 1 m y una potencia máxima de 100 W. La zona roja indica el riesgo de destrucción del altavoz.

El nivel sonoro máximo a 1 metro, a veces llamado por abuso de lenguaje «SPL máximo», Casi nunca está indicado para altavoces de consumo, pero es un elemento importante para altavoces profesionales, para cine o home cinema. Permite al usuario evaluar y posiblemente calcular si tendrá un nivel de sonido que satisfaga sus necesidades. El nivel máximo teórico que se puede obtener se puede calcular a partir de la eficiencia y la potencia admisible, sin embargo, en el nivel realmente obtenido intervienen otros factores, por ejemplo, la directividad y la compresión térmica. Por tanto, el valor calculado no es exacto en la práctica. La indicación del nivel máximo es, por tanto, una especie de compromiso por parte del fabricante que permite al usuario evaluar rápidamente las posibilidades ofrecidas en este ámbito.

## Tipología

### Número de vías

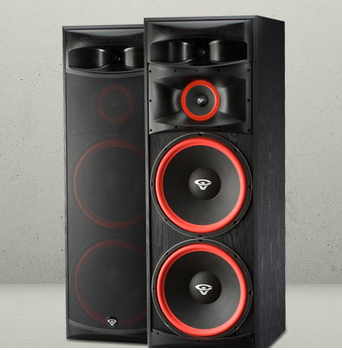
Una caja acústica de tres vías, donde los dos altavoces inferiores están reservados para los graves.

Para reproducir correctamente todo el espectro audible, un solo altavoz resulta insuficiente. Por lo tanto, nos vemos obligados a utilizar varios altavoces en la misma caja acústica, cada uno especializado en una parte del espectro audible: graves, medio, agudos. Cada banda del espectro se denomina vía, y la división se realiza mediante un filtro de cruce: esto generalmente resulta en altavoces de dos vías (mínimo de dos altavoces) o de tres vías (mínimo de tres altavoces). Puede haber una mayor cantidad de vías (cuatro o más) pero estas fórmulas complejas no son habituales.
Hay que tener en cuenta que el número de altavoces y el número de canales no son necesariamente idénticos. Por ejemplo, una caja acústica puede utilizar varios altavoces (generalmente idénticos) para la reproducción del mismo canal (ver imagen al lado). Esta técnica se utiliza a menudo para la reproducción de graves con la finalidad de permitir, por ejemplo, el uso de altavoces de pequeño diámetro sin que el nivel de sonido sea demasiado débil.
El último tipo de filtrado es el «Medio camino», La configuración más común es de dos vías y media. El principio consiste en utilizar dos altavoces idénticos para el canal bajo del espectro, siendo uno de los dos altavoces filtrado por un paso bajo con una  frecuencia de corte anterior al otro. El objetivo es mejorar el nivel en los graves evitando interferencias entre dos transductores en el rango medio.

### Formato de altavoces

#### Altavoz satélite
Altavoz de panel o altavoz de modos distribuidos: Sus propiedades eléctricas, mecánicas y acústicas difieren drásticamente de los altavoces convencionales ya que usan el principio de distribución óptima de los modos de vibración de una lámina rígida delgada que han sido excitados por un pequeño transductor en un punto del panel. De este modo, se consigue radiar un amplio margen de frecuencias en todas direcciones con un nivel de presión considerable y una distorsión muy baja

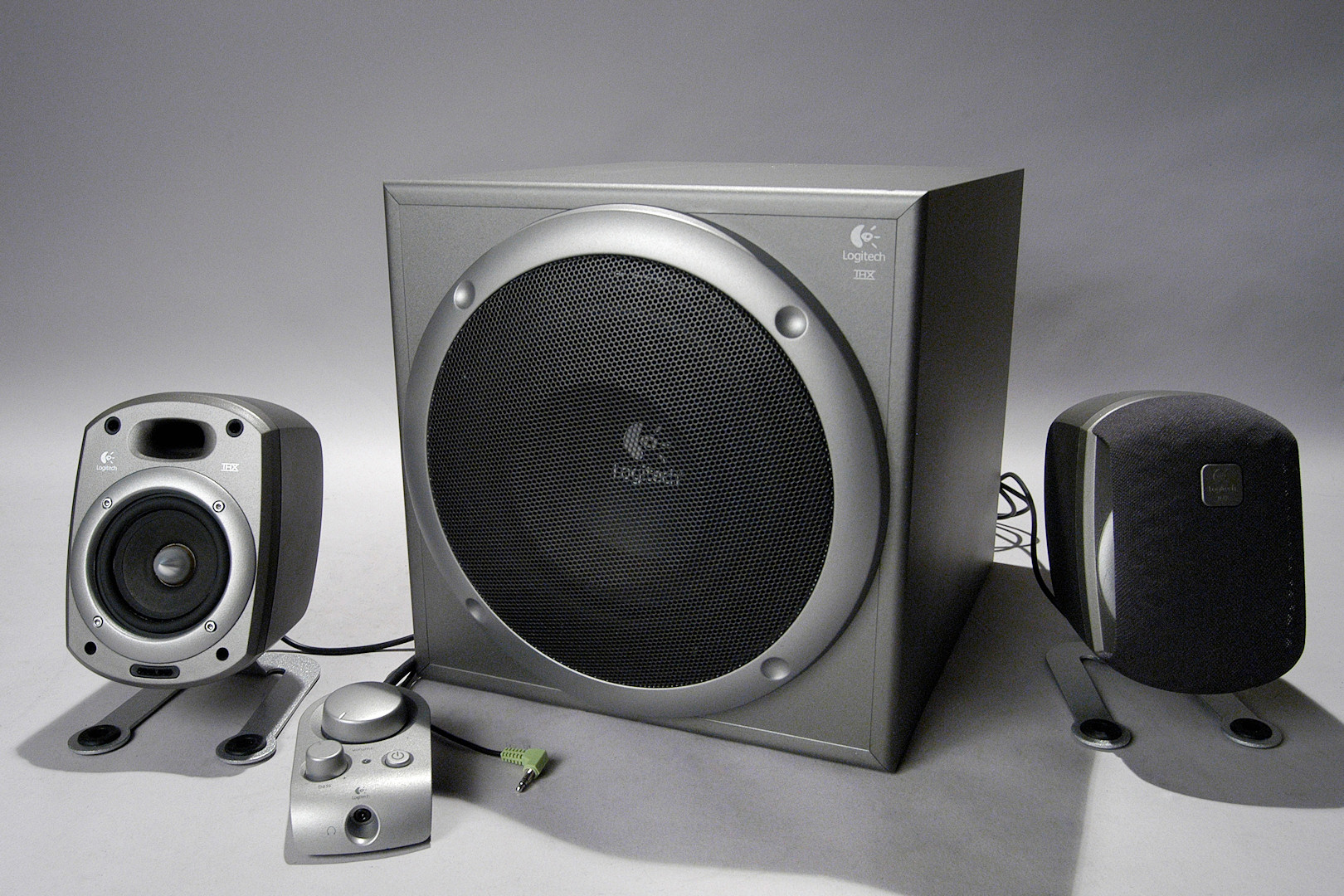
Sistema de altavoces informáticos multimedia 2.1, compuesto por un subwoofer y dos satélites.

El término «satélite» Se refiere a altavoces generalmente de tamaño pequeño diseñados para usarse junto con un subwoofer. El término proviene de la comparación con un satélite que gira alrededor del astro del que depende. Los satélites generalmente reproducen tonos de medios a altos y el subwoofer, los tonos bajos. Este sistema es muy utilizado en sistemas de sonido, cine en casa y altavoces multimedia para ordenadores. Por ejemplo, hablamos de un sistema acústico 2.1 (dos altavoces satélites y un subwoofer) o incluso 5.1 (cinco satélites y un subwoofer).
La configuración del sistema de altavoces no debe confundirse con el número de canales de audio de la fuente (DTS 5.1, Dolby Digital 5.1) que no tienen nada que ver. Un sistema 2.1 se utiliza generalmente para reproducir una fuente estéreo (dos canales) mientras que, en el contexto del cine en casa, los sistemas 5.1 o 7.1 tienen en cuenta las señales multicanal (Dolby Digital, DTS, etc. ).
En las configuraciones 5.1 o 7.1, utilizadas en el cine en casa, los satélites se colocan alrededor del oyente para que pueda discernir los sonidos que vienen del frente (diálogo, por ejemplo), los sonidos que provienen de los lados o posteriores. Esto contribuye a la inmersión en la película.

#### Altavoz de estantería

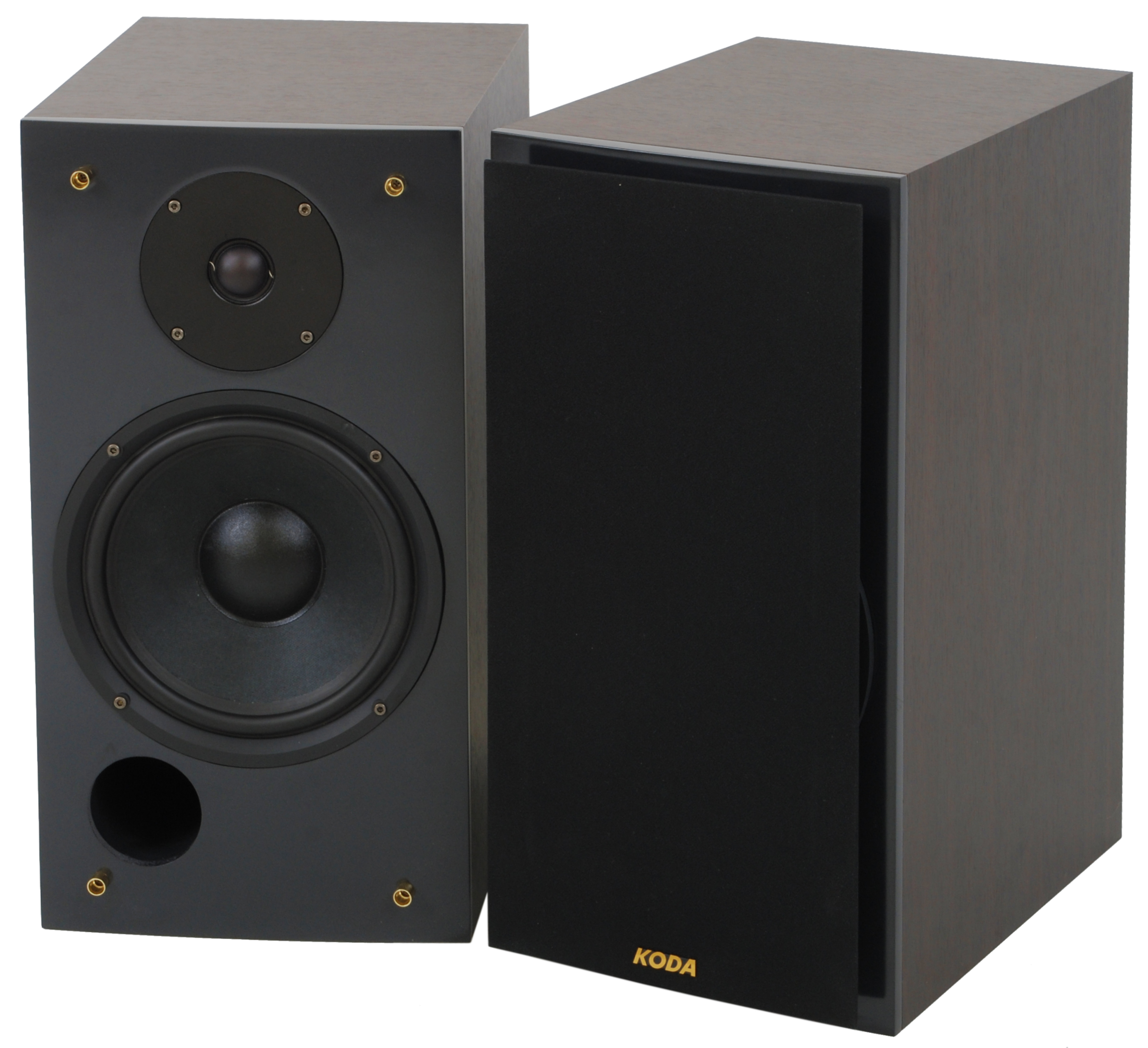
Un par de altavoces de estantería, uno sin su cubierta, el otro con.

El altavoz de la estantería (en inglés: bookshelf), o «altavoz compacto», Es un modelo de reducidas dimensiones, originalmente pensado, como su nombre indica, para ser colocado en las estanterías de una biblioteca. Este tipo de altavoz es especialmente adecuado para aquellos que no tienen mucho espacio para darles. También se pueden colocar sobre unos pies adecuados para ubicarlos a la altura de las orejas, sin necesidad de colocarlos sobre un mueble. Estos altavoces suelen ser de dos vías, con un tweeter y un woofer . También suelen incluir un puerto bass-reflex, colocado en la parte delantera, o trasera para ahorrar espacio en el panel frontal.
En comparación con las columnas, a menudo son más limitadas en extensión y volumen de graves, y son más adecuadas para salas de sonido más pequeñas. Se pueden utilizar en estéreo, pero también en la parte trasera como ambiente envolvente en una configuración de cine en casa.

#### Altavoz de columna

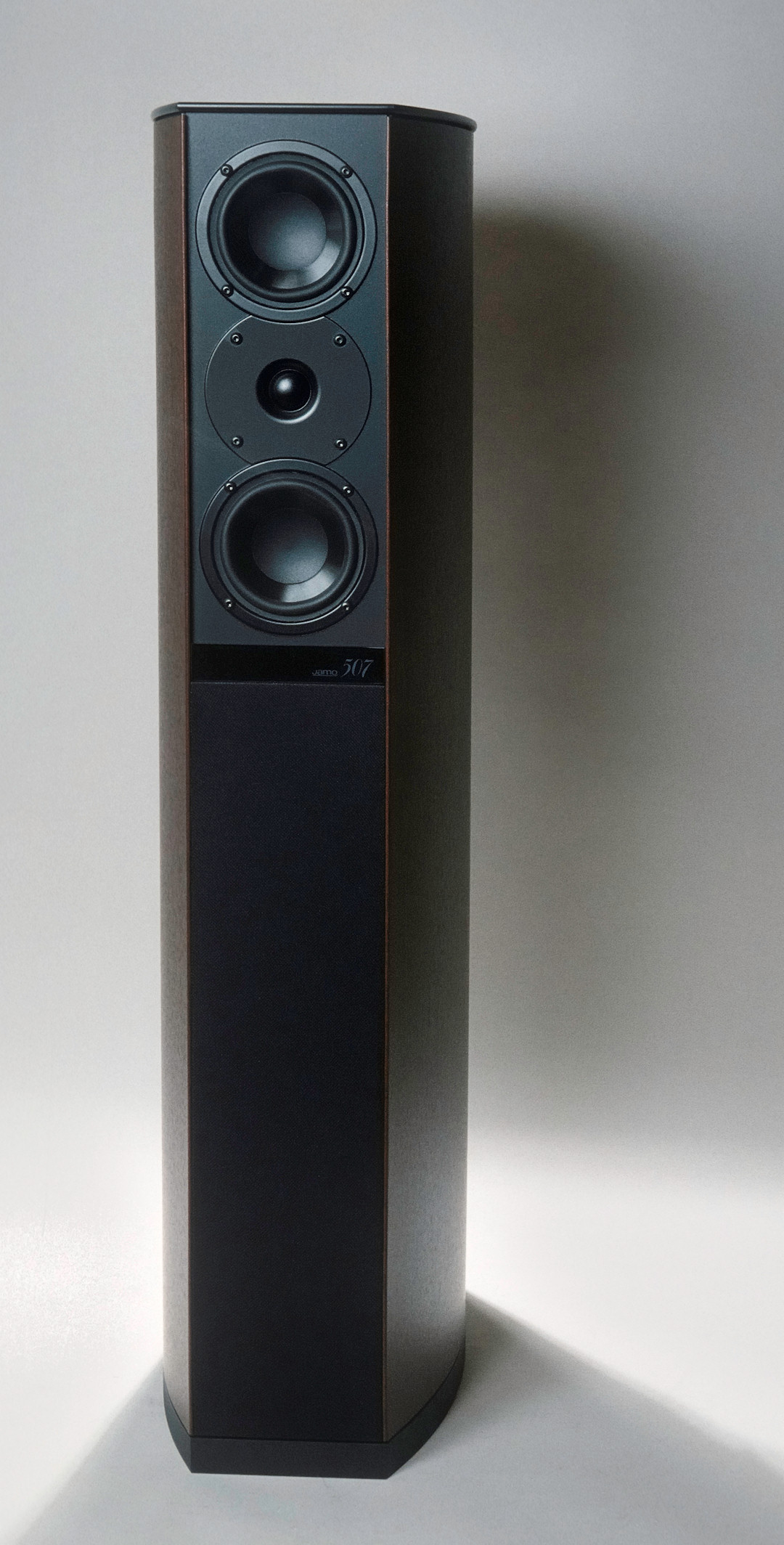
Altavoz columna Jamo 507.

Como sugiere su nombre, un altavoz columna es un modelo mucho más alto que ancho destinado a colocarse directamente en el suelo. Efectivamente, un altavoz convencional es necesario colocarlo sobre un soporte (soporte especial, mueble, etc.) para que la emisión de sonido del altavoz de graves no se vea perturbada por la proximidad del suelo y que los altavoces de medios y agudos estén ubicados aproximadamente al nivel del oído de los oyentes. En una configuración de este tipo, el volumen entre la caja y el suelo suele «desaprovecharse». La idea del altavoz de columna es utilizar este volumen para aumentar el del altavoz sin que aumente su tamaño. Estos son generalmente los modelos que ofrecen la mejor relación entre la extensión y la magnitud de la restitución de los graves y el volumen, ya que cualquier volumen ocupado se utiliza como carga acústica. Tampoco hay que preocuparse por encontrar un soporte adecuado.
Usados comúnmente en alta fidelidad, también se usan a menudo en el cine en casa como altavoces izquierdo y derecho, acompañados de un altavoz central y a veces, un subwoofer.

#### Altavoz inalámbrico

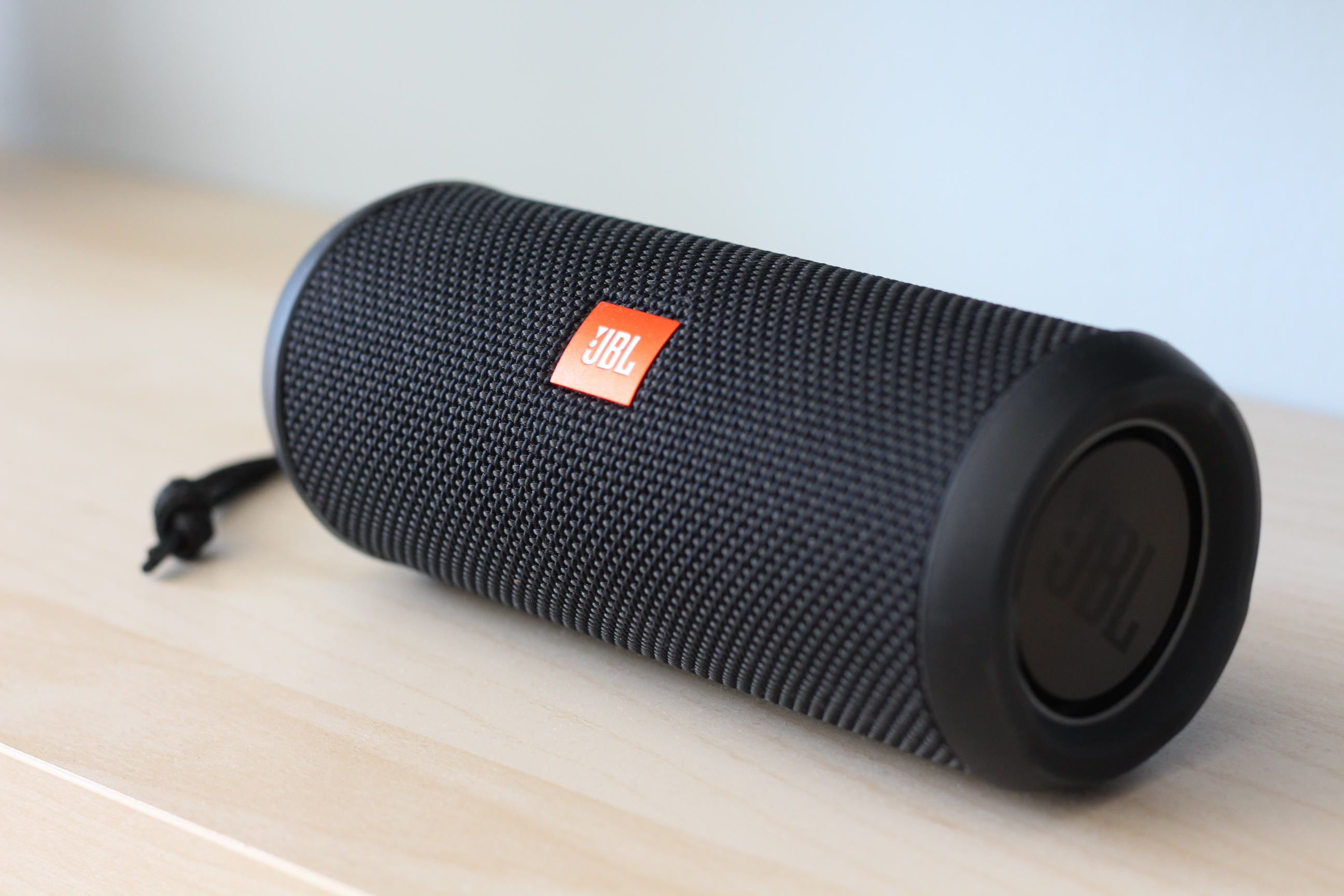
Altavoz inalámbrico

Son muy similares a los altavoces tradicionales cableados, pero reciben la señal de audio utilizando ondas de radio (generalmente usando el estándar Bluetooth) en vez de con cables de audio. siempre incluyen un amplificador integrado pues las ondas de radio no suministran suficiente potencia para alimentar el altavoz. Esta integración de amplificador y altavoz se conoce como altavoz activo. Los fabricantes de este tipo de altavoces los suelen diseñar de forma que sean lo más ligeros posible mientras suministran la mayor potencia sonora posible de la forma más eficiente.  
Los altavoces inalámbricos también necesitan energía para alimentarlos, por lo que requieren  baterías o alternativamente conectarse a un enchufe de corriente alterna, en ese caso solo el cable al amplificador se elimina.

## Tipos de altavoces (transductores)
Existen muchos tipos más, pero estos son los más comunes y usados.

### Con Diafragma

#### Altavoz dinámico o altavoz de bobina móvil
La señal eléctrica de entrada actúa sobre la bobina móvil que crea un campo magnético que varía de acuerdo con dicha señal. Este flujo magnético interactúa con un segundo flujo magnético continuo generado normalmente por un imán permanente que forma parte del cuerpo del altavoz, produciéndose una atracción o repulsión magnética que desplaza la bobina móvil, y con ello el diafragma adherido a ella. Al vibrar el diafragma mueve el aire que tiene situado frente a él, generando así variaciones de presión en el mismo o vibraciones, o lo que es lo mismo, ondas sonoras.
Su comercialización se inició en 1925. Desde entonces, y tras más de 9 décadas, sigue siendo el más utilizado. Además de ser el altavoz más usual, también es barato (probablemente, puede que sea una relación causa-efecto)

#### Altavoz de hierro móvil
Este diseño es el original del primer altavoz, remontándose a los primeros teléfonos. Utiliza una bobina estática que hace vibrar una pieza metálica magnetizada (llamado hierro o armadura). El hierro está sujeto al diafragma, o es el mismo diafragma. Los altavoces de hierro móvil son ineficientes y reproducen una banda de frecuencias limitada. Necesitan grandes imanes y bobinas para aumentar la fuerza, comparado con el de bobina móvil.

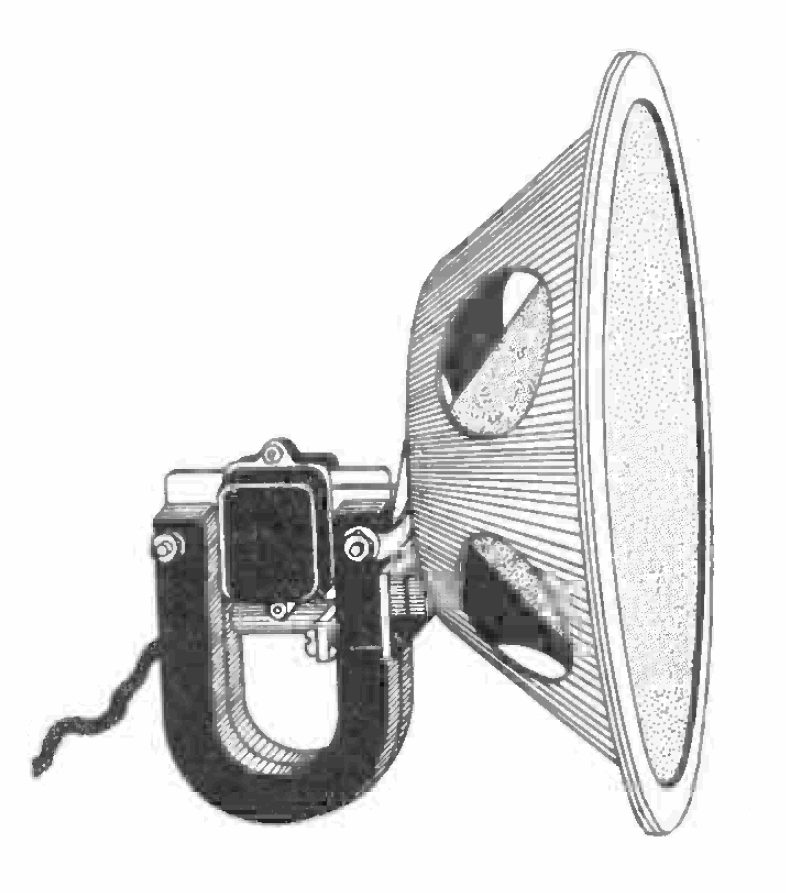
Altavoz de hierro móvil

Una variación llamada de armadura balanceada usa una armadura que se mueve como un balancín. Puesto que no están amortiguados son altamente eficientes, pero también producen fuertes resonancias. Actualmente todavía se usan para auriculares y audífonos, donde un pequeño tamaño y alta eficiencia son importantes.

#### Altavoz piezoeléctrico

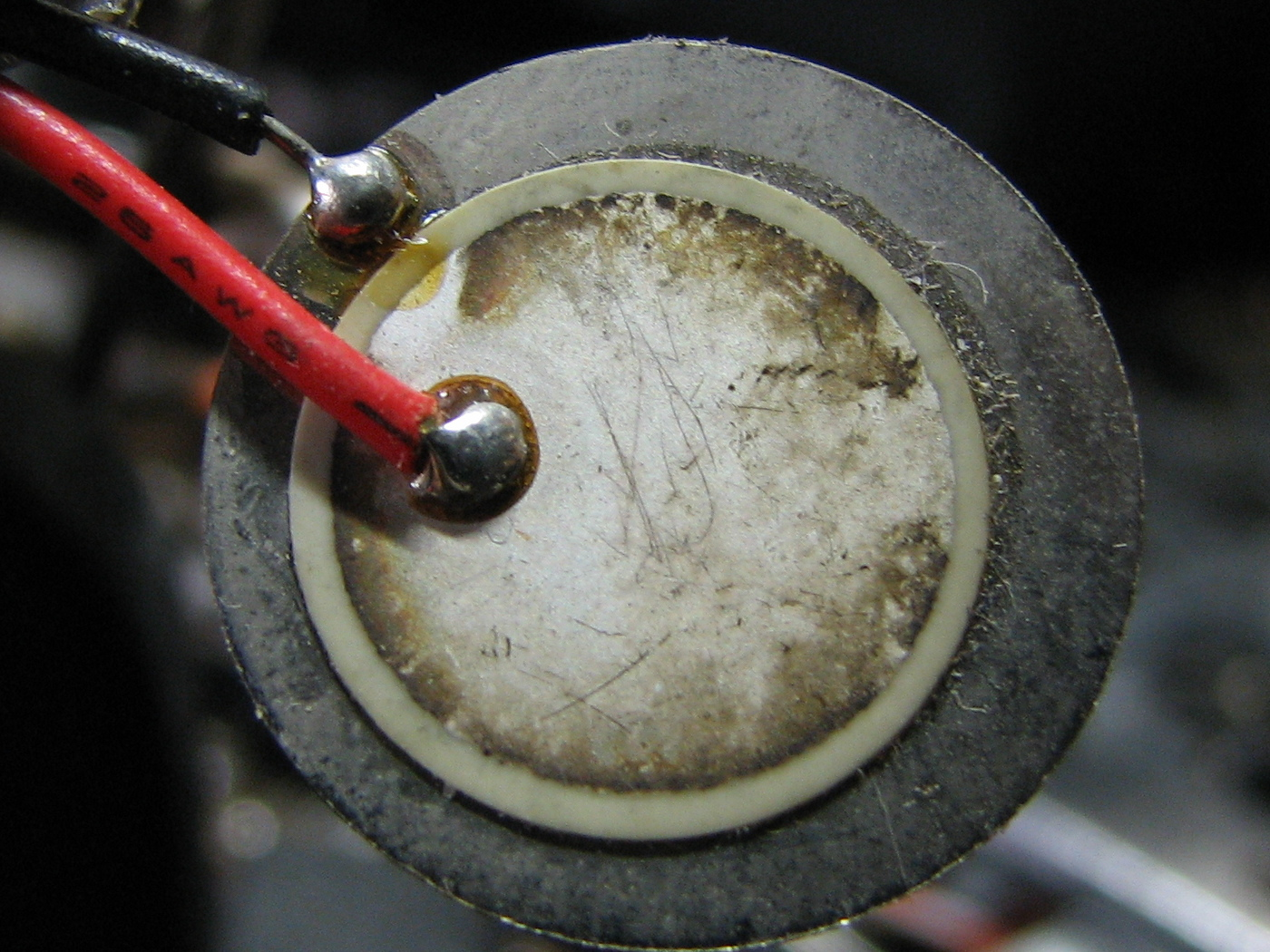
Un zumbador piezoeléctrico. Se puede ver el material piezoeléctrico cerámico blanco entre los diafragmas metálicos.

En estos altavoces el motor es un material piezoeléctrico, que al recibir una diferencia de tensión entre sus superficies metalizadas experimenta alargamientos y compresiones. Si se une a una de sus caras un diafragma, este sufrirá desplazamientos capaces de producir una presión radiada en frecuencia audible. Es poco lineal, con bajo rendimiento y se limita su uso a altas frecuencias. 
Los altavoces piezoeléctricos se utilizan frecuentemente como zumbadores en relojes y otros dispositivos electrónicos y a veces se usan como tweeter en sistemas económicos, como ordenadores y radios portátiles. Los altavoces piezoeléctricos tienen varias ventajas sobre los altavoces convencionales: resisten las sobrecargas de destruirían otros altavoces de alta frecuencia, se pueden usar sin filtro de cruce debido a sus propiedades eléctricas. También tienen inconvenientes, algunos amplificadores pueden oscilar con una carga capacitiva como un altavoz piezoeléctrico, lo que genera distorsión y/o daños al amplificador. Además, su respuesta en frecuencia es en la mayoría de los casos inferior a la de otras tecnologías. Por eso su uso se limita a aplicaciones no críticas o como zumbador (de frecuencia única).
Los altavoces piezoeléctricos tienen una respuesta extendida a las altas frecuencias, esto es muy útil en aplicaciones específicas, como por ejemplo el sonar donde variantes piezoeléctricas se utilizan tanto como dispositivos de salida (para generar sonido bajo el agua) y como dispositivos de entrada (actuando como sensores de micrófonos subacuáticos). Además, tienen otras ventajas en estas aplicaciones, su construcción simple y robusta, resiste el agua marina mejor que una cinta o membrana.
En 2013 Kyocera presentó un altavoz piezoeléctrico ultrafino con una profundidad de solo 1 mm para sus televisiones OLED de 55”, proporcionando mejor claridad que un altavoz de TV convencional.

#### Altavoz magnetostático

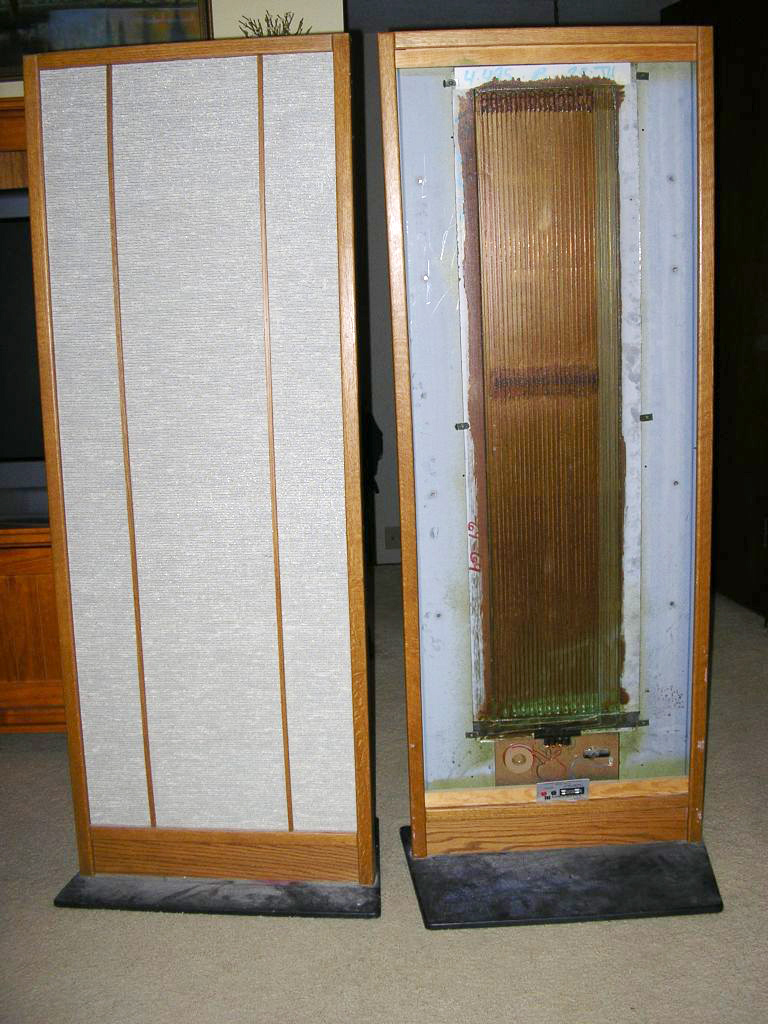
Altavoz Magnetostático

En vez de que una bobina mueva un diafragma, un altavoz magnetostático usa una disposición de tiras metálicas fijadas a una gran membrana plana y fina. La señal de corriente que pasa por las tiras interactúa con el campo magnético de los imanes permanentes montados por detrás. La fuerza producida mueve la membrana y por consiguiente el aire que tiene por delante. Generalmente estos diseños tienen una eficiencia menor que los altavoces dinámicos.

#### Altavoz magneto elástico
Están basados en la propiedad de magnetostricción, se han utilizado principalmente en aplicaciones de sonar, radiadores de sonido ultrasónico, pero su uso también se ha extendió a sistemas de audio. Los altavoces magneto elásticos tienes unas propiedades específicas ventajosas: Pueden proporcionar una fuerza de gran magnitud con una pequeña excursión que otras tecnologías, las excursiones pequeñas evitan distorsiones, la bobina de magnetización permanece estática y por lo tanto es más fácil de refrigerar, son robustos pues no requieren suspensiones delicadas. Fostex produce transductores magneto elásticos y FeONIC También se han fabricado transductores para subwoofers.

#### Altavoz electrostático
Estos altavoces tienen una estructura de condensador, con una placa fija y otra móvil (el diafragma), entre las que se almacena la energía eléctrica suministrada por una fuente de tensión continua. Cuando se incrementa la energía almacenada entre las placas, se produce una fuerza de atracción o repulsión eléctrica entre ellas, dando lugar a que la placa móvil se mueva, creando una presión útil. Tienen mayor coste que los dinámicos.

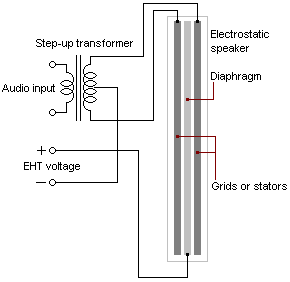
Esquema mostrando la construcción de un altavoz electrostático y sus conexiones. El grosor del diafragma y las rejillas se ha exagerado para la ilustración.

Utilizan un campo eléctrico de alta tensión (en vez de un campo magnético) para impulsar una fina membrana cargada electroestáticamente. Al ser impulsada por toda la superficie de la membrana, en vez de por una pequeña bobina, normalmente proporcionan un movimiento más lineal con menor distorsión que los altavoces dinámicos. Tienen un diagrama de dispersión relativamente estrecho, que crea un posicionamiento preciso del campo sonoro. Sin embargo, el área de escucha óptima es pequeña y no son muy eficientes. El mayor inconveniente es que debido a las limitaciones prácticas de construcción, la excursión de la membrana es limitada. Cuanto más separados están las rejillas de los estátores más alta debe ser el voltaje de trabajo para tener una eficiencia aceptable, esto incrementa la tendencia a producir arcos eléctricos y la atracción del polvo. Los arcos eléctricos son un problema potencial con las tecnologías actuales, sobre todo cuando se deposita polvo o se utilizan con señales de alto nivel.
Los altavoces electrostáticos son inherentemente radiadores en dipolo y debido a su fina y flexible membrana, no son adecuados para usar bafles que reduzcan la cancelación de baja frecuencia. Debido a esto y a su limitada excursión, los altavoces electrostáticos de rango completo son grandes por naturaleza, y la frecuencia de corte corresponde a un cuarto de la longitud de onda de la dimensión más pequeña del panel. Para reducir el tamaño de los productos comerciales, a veces se usa un electrostático en altas frecuencias combinado con un altavoz dinámico convencional que se encarga de las bajas frecuencias eficientemente.
Normalmente, los altavoces electrostáticos se alimentan a través de un transformador elevador, que multiplica el voltaje producido por el amplificador. Este transformador también multiplica la carga capacitiva inherente a los altavoces electrostáticos, lo cual hace que la impedancia efectiva presentada al amplificador varía significativamente en frecuencia. Un altavoz con carga nominal de ocho ohmios presenta una carga de un ohmio en alta frecuencia, lo cual puede ser problemático para algunos amplificadores.

#### Altavoz de cinta y magnético planar
Consiste en una fina película metálica suspendida en un campo magnético. Al aplicarle una corriente eléctrica, se mueve y produce el sonido. La ventaja es que la cinta tiene muy poca masa por lo que puede acelerar rápidamente, obteniendo muy buena respuesta a altas frecuencias. Suelen ser bastante frágiles, podría romperlos una fuerte ráfaga de aire. Emiten sonido con un diagrama de dipolo, aunque a veces tienen bafles que limitan la radiación trasera. Los diseños de cinta necesitan imanes muy potentes, lo que los hace caros de fabricar. Tienen una resistencia muy baja que muchos amplificadores no pueden manejar directamente, por lo que se utiliza un transformador reductor para aumentar la corriente que fluye por la cinta. El transformador se debe diseñar cuidadosamente para que su respuesta en frecuencia y perdidas parasitarias no degraden el sonido, incrementando los costes y la complicación frente a diseños convencionales.
El altavoz magnético planar tiene la bobina impresa en un diafragma plano, la corriente que la recorre interactúa con el campo magnético creado por los imanes cuidadosamente situados a ambos lados de la membrana, haciéndola vibrar más o menos uniformemente sin doblarse ni arrugarse. Al repartirse la fuerza por buena parte de la superficie, se reduce los problemas de resonancia inherentes de los altavoces de bobina móvil con membrana plana.

#### Altavoz AMT (Transformador movimiento de aire)

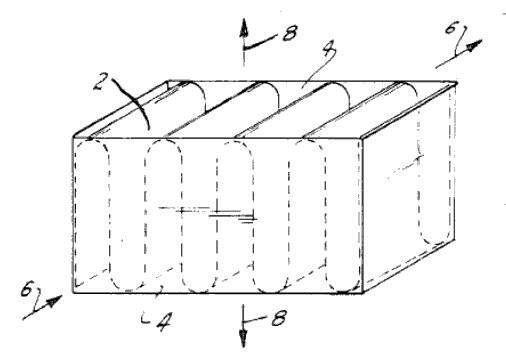
En un altavoz AMT, la corriente que pasa por la membrana 2 hace que se mueva de izquierda a derecha en el campo magnético 6,moviendo el aire dentro y fuera según la dirección 8; las barreras 4 impiden que salga el aire por donde no interesa.

Oskar Heil invento el altavoz AMT en los años 1960. Un diafragma plegado se monta en un campo magnético y se abre y cierra según la señal sonora. El aire sale de entre los pliegos siguiendo la señal, generando sonido. Estos altavoces son menos frágiles que los de cinta y considerablemente más eficientes (obtenemos un nivel de potencia sonora mayor) que los diseños de cinta, electrostáticos o magnético planares. ESS un fabricante californiano, licencio el diseño y contrato a Heil, produciendo una gama de altavoces usando sus tweeters en las décadas de 1970 y 1980.

#### Altavoz de onda de flexión
Los altavoces de onda de flexión utilizan un diafragma intencionalmente flexible. La rigidez del material aumenta del centro al exterior. Las ondas de pequeña longitud radián principalmente de la parte interna, mientras las ondas de mayor longitud alcanzan el borde exterior de la membrana. Para evitar las reflexiones de vuelta al centro , las ondas son absorbidas por un amortiguador en el borde exterior. Estos altavoces pueden abarcar una banda muy amplia de frecuencia (80 Hz - 35,000 Hz) y se han promocionado como una buena aproximación de una fuente de sonido puntual. Esta solución no convencional la utilizan muy pocos fabricantes, en distintas configuraciones.
Los altavoces de Ohm Walsh utilizan un transductor único diseñado por Lincoln Walsh que había sido un ingeniero de desarrollo de radar durante la Segunda Guerra Mundial. Se interesó en el diseño de equipos de audio y su último proyecto fue un sistema de altavoz singular de una sola vía con un solo transductor. El cono (membrana) mira hacia abajo hacia una caja cerrada. En vez de moverse hacia dentro y fuera, como lo hacen los transductores convencionales, ondeaba creando sonido de manera similar a una línea de transmisión de radio frecuencia, creando un campo de sonido cilíndrico. Walsh murió antes de lanzar comercialmente sus altavoces. La marca Ohm Acoustics ha producido varios modelos de altavoz con este diseño desde entonces. La marca alemana German Physiks también produce altavoces con este enfoque.
La marca alemana Manger ha diseñado y producido un altavoz de onda de flexión, que en un principio parece convencional. De hecho, la membrana redonda fijada a la bobina de voz se pliega de forma controlada para obtener un sonido rango completo. Josef W. Manger fue galardonado con la Diesel Medal por extraordinarios desarrollos e invenciones por el instituto alemán de invenciones.

#### Altavoz de conducción iónica transparente
En 2013 un equipo de investigación presentó un altavoz de conducción iónica transparente donde dos capas de gel conductor transparente con una capa de goma transparente entre ellas, mediante altos voltajes permite reproducir sonidos con buena calidad. Tiene aplicaciones en robótica y computadoras portátiles.

### Sin Diafragma

#### Altavoz de arco de plasma

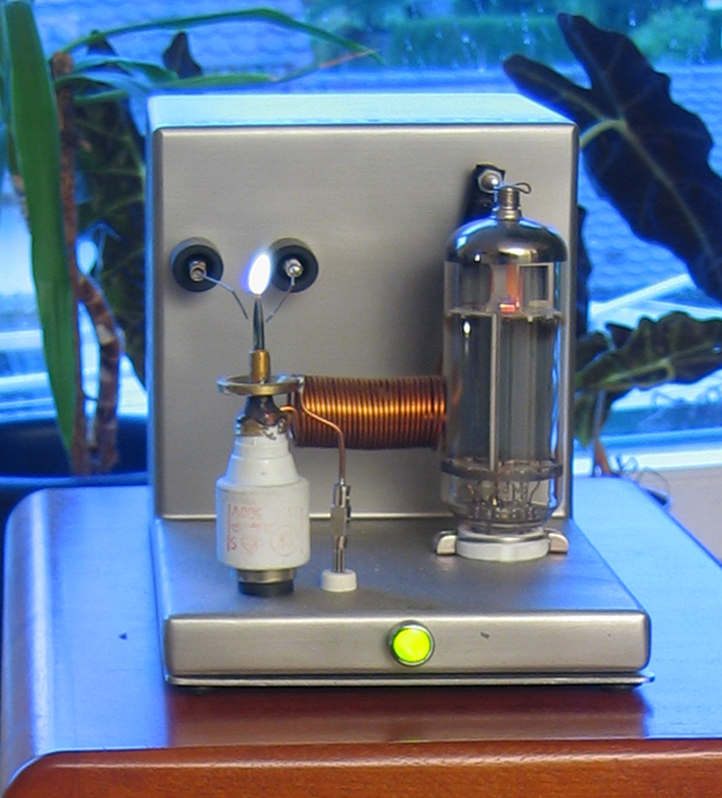
Altavoz de plasma

Los altavoces de plasma utilizan plasma como elemento radiante. Como el plasma tiene muy poca masa y esta cargado eléctricamente, se puede manipular con un campo eléctrico, el resultado es una respuesta lineal hasta frecuencias muy superiores al rango audible. Problemas de fiabilidad y mantenimiento lo hacen inadecuado para su uso en productos de gran consumo. En 1978 Alan E. Hill del laboratorio de armas de la fuerza aérea de EE. UU. en Albuquerque (NM), diseño el ‘’Plasmatronics Hill type I’’ un tweeter con un generador de plasma de helio, esto evitaba el ozono y óxido nitroso generado por la descomposición del aire por radiofrecuencia de modelos anteriores de tweeters de plasma, como el pionero de Ionovac de ‘’Dukane Corporation’’ durante los años 1950. Actualmente algún fabricante alemán utiliza este diseño.
Una variación más económica de este principio es usar una llama como transductor, pues las llamas contienen gases ionizados (cargados eléctricamente).

#### Altavoz termoacústico
En 2008, investigadores de la universidad de Tsinghua presentaron un altavoz termoacústico de película fina de nanotubos de carbono, cuyo mecanismo de funcionamiento es un efecto termoacústico. Se utilizan corrientes eléctricas a frecuencias de audio para calentar los nanotubos y el resultado es la generación de sonido en el aire que lo rodea. Este altavoz es transparente, elástico y flexible.
En 2013, investigadores de la universidad de Tsinghua ampliaron el proyecto con un auricular presentaron un altavoz de hilo de nanotubos de carbono en un dispositivo termoacústico montado en superficie, son dispositivos integrados compatibles con tecnología de semiconductores de silicio.

#### Woofer rotativo
Un woofer rotativo es básicamente un ventilador con palas de paso variable, El paso se controla con la señal de audio, lo que permite modular la cantidad de aire desplazado y crear ondas de presión sonoras. Permiten reproducir eficientemente frecuencias de infrasonido que son difíciles o imposibles de reproducir con un altavoz convencional con diafragma. Se utilizan en salas de cine para crear efectos sonoros profundos como explosiones.

## Ambiente de escucha
La interacción entre un sistema de altavoces y su entorno es compleja y esta fundamentalmente fuera del control del diseñador del altavoz. La mayoría de las salas de escucha presentan un entorno reflectante, dependiendo del tamaño, forma, volumen y mobiliario. Esto significa que el sonido que le llega al oyente no solo es el sonido directo del altavoz, sino además el mismo sonido retardado y modificado por las reflexiones en una o más superficies. Estas ondas sonoras reflejadas sumadas al sonido directo causan cancelaciones y adiciones a diferentes frecuencias (por ejemplo, por los modos de resonancia de la sala) cambiando el timbre y envolvente del sonido que llega al oyente. El cerebro humano es muy sensible a pequeñas variaciones de estos parámetros, en parte esta es la razón por la que un sistema de altavoces no suena igual en diferentes posiciones o salas.
Un factor significativo en el sonido de un sistema de altavoces es la cantidad de absorción y difusión presente en el entorno. Dar una palmada en una sala vacía sin alfombras ni cortinas, produce un sonido brillante y trémulo, debido a la falta de absorción y a las reverberaciones (ecos repetidos) de las superficies planas y reflectantes, paredes suelos y techos. Añadir muebles, cuadros, estantes e incluso techos de yeso barrocos cambia el eco, principalmente por la difusión causada en los objetos reflectantes con tamaños del mismo orden de magnitud que las ondas de sonido. Esto rompe las reflexiones simples en las superficies planas desnudas y reparte la energía incidente sobre un mayor ángulo de reflexión.

### Ubicación
En la típica sala de escucha rectangular, Las superficies reflectantes paralelas de las paredes, suelo y techo, causan nodos de resonancia acústica primaria en cada una de las tres dimensiones. Además hay modos de resonancia más complejos implicando tres, cuatro, cinco y hasta las seis superficies limítrofes para crear ondas estacionarias. Las bajas frecuencias excitan más estos modos pues no se ven afectadas por la composición o ubicación de los muebles. La separación entre modos es crítica, especialmente en salas pequeñas y medianas como estudios de grabación, salas de cine en casa y estudios de transmisión. La proximidad de los altavoces a los límites de la sala  afecta a la intensidad con la que son excitados los modos de resonancia de la sala y su intensidad relativa a cada frecuencia. La ubicación del oyente es crítica, pues una posición cerca de un límite puede tener un gran efecto en el balance de frecuencias percibido. Esto se debe a que los efectos de las ondas estacionarias son mayores en estas ubicaciones y a bajas frecuencias, por debajo de la frecuencia de Schroeder: típicamente sobre los 200–300 Hz, dependiendo del tamaño de la sala.

## Cine en casa
El llamado 'Cine en casa' o Home cinema es un sistema o conjunto de varios altavoces que intenta acercar la calidad de sonido a la que se escucha en una sala de cine. Se pueden observar:
- versión 5.1, que requiere seis altavoces:
  - Altavoces a izquierda, centro y derecha todos al frente.
  - A izquierda y derecha posteriores con efecto envolvente.
  - Un subwoofer (que se considera como canal «.1» debido a la estrecha banda de frecuencia que reproduce). Este altavoz puede reproducir las frecuencias bajas de todos los canales o puede solo hacerlo para aquellos altavoces que no lo logran. Esto es generalmente manejado por la configuración de un amplificador en modo 'largo' o 'corto' definiendo el tipo de altavoz.
- versión 6.1 similar a la 5.1 pero con el agregado de un canal central en la parte posterior de la sala.
- versión 7.1 idéntica a la 5.1 solo que con altavoces a izquierda y derecha en la parte central de la sala. Para el sistema SDDS, 7.1 es igual a 5.1 pero agregando altavoces centrales derechos e izquierdos adicionales al frente del oyente para mejorar la puesta del sonido.
- versión 7.2 idéntica a la 7.1 pero con la adición de otro subwoofer, normalmente en la parte posterior de la sala.

Es importante notar que los canales de sonido ofrecidos a los altavoces podrían ser canales individuales originales (normalmente en 5.1) o podrían descodificar canales adicionales para los canales envolventes (Esta distribución debe ser acompañada por un descodificador Dolby Digital EX y un descodificador THX Surround) o ser simulados (donde los dos canales envolventes son ampliados al centro trasero o a los altavoces gemelos traseros, según sea el caso).